# Mudanças climáticas no Ártico
Devido às mudanças climáticas no Ártico, espera-se que esta região polar se torne “profundamente diferente” até 2050.:2321  A velocidade da mudança está “entre as mais altas do mundo”,:2321 com a taxa de aquecimento sendo de 3 a 4 vezes mais rápida do que a média global. Este aquecimento já resultou no profundo  declínio do gelo marinho do Ártico, no derretimento acelerado da camada de gelo da Groenlândia e no degelo da paisagem do permafrost.:2321  A expectativa é que essas transformações em andamento sejam irreversíveis por séculos ou até milênios.:2321
A vida natural no Ártico é muito afetada. À medida que a tundra se aquece, seu solo se torna mais hospitaleiro para minhocas e plantas maiores, e as florestas boreais se espalham para o norte - mas isso também torna a paisagem mais propensa a incêndios florestais, cuja recuperação é mais demorada do que em outras regiões. Os castores também se aproveitam desse aquecimento para colonizar os rios do Ártico, e suas represas [en] contribuem para as emissões de metano [en] devido ao aumento de águas estagnadas. O Oceano Ártico tem experimentado um grande aumento na produção primária marinha [en], pois as águas mais quentes e a menor sombra do gelo marinho beneficiam o fitoplâncton.:2326 Ao mesmo tempo, ele já é menos alcalino do que o resto do oceano global, portanto, a acidificação do oceano causada pelo aumento das concentrações de CO2 é mais grave, ameaçando algumas formas de zooplâncton, como os pterópodes.:2328
Espera-se que o Oceano Ártico veja seus primeiros eventos sem gelo em um futuro próximo - provavelmente antes de 2050 e, possivelmente, no final da década de 2020 ou início da década de 2030. Isto não teria precedentes nos últimos 700 000 anos. Alguns gelos marinhos voltam a se formar a cada inverno no Ártico, mas espera-se que eventos desse tipo ocorram com cada vez mais frequência à medida que o aquecimento aumenta. Isso tem grandes implicações para as espécies da fauna que dependem do gelo marinho, como os ursos polares. Para os seres humanos, as rotas comerciais através do oceano se tornarão mais convenientes. No entanto, vários países têm infraestrutura no Ártico que vale bilhões de dólares e está ameaçada de colapso à medida que o permafrost subjacente derrete. Os povos indígenas do Ártico mantêm uma longa relação com suas condições geladas e enfrentam a perda de seu patrimônio cultural.
Além disso, há várias implicações que vão além da região do Ártico. A perda de gelo marinho não apenas aumenta o aquecimento no Ártico, mas também contribui para o aumento da temperatura global por meio do feedback do albedo do gelo. O degelo do permafrost resulta em emissões de CO2 e metano que são comparáveis às dos principais países. O derretimento da Groenlândia contribui significativamente para o aumento global do nível do mar. Se o aquecimento for muito alto há um risco significativo de perda de toda a camada de gelo em um período estimado de 10 000 anos, agravando o aumento do nível global do mar. O aquecimento no Ártico pode afetar a estabilidade da corrente de jato e, portanto, contribuir para eventos climáticos extremos nas regiões de latitude média, mas há apenas “baixa confiança” nesta hipótese.

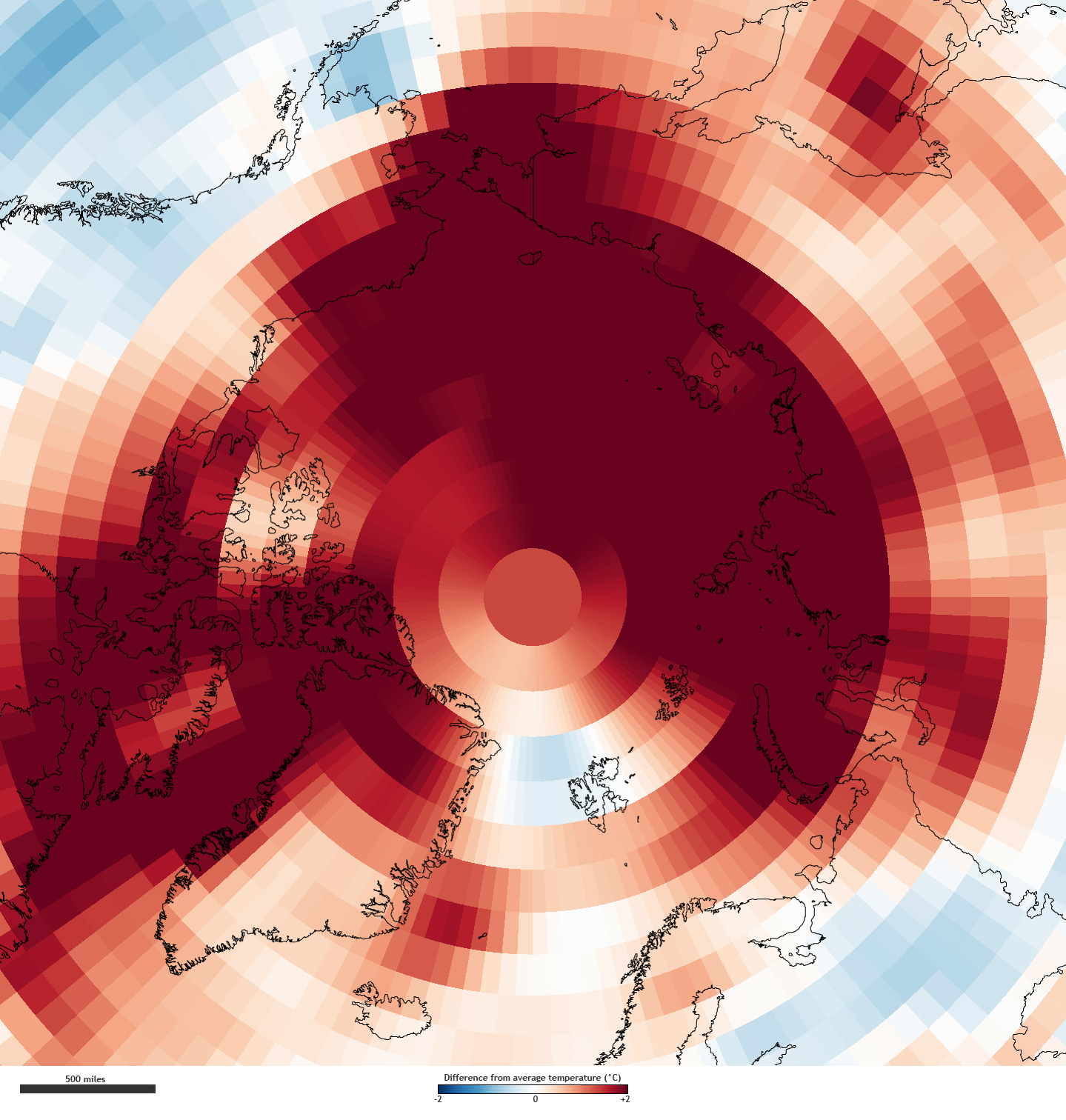
A imagem acima mostra onde as temperaturas médias do ar (outubro de 2010 a setembro de 2011) ficaram até 2 graus Celsius acima (vermelho) ou abaixo (azul) da média de longo prazo (1981-2010).

## Impactos sobre o ambiente físico

### Aquecimento
O período de 1995 a 2005 foi a década mais quente no Ártico desde, pelo menos, o século XVII, com temperaturas 2 °C acima da média de 1951 a 1990. A temperatura do Alasca e do oeste do Canadá aumentou de 3 a 4 °C durante aquele período. Uma pesquisa de 2013 mostrou que as temperaturas na região não têm sido tão altas quanto são atualmente desde pelo menos 44 000 anos atrás e talvez até 120 000 anos atrás. Desde 2013, a temperatura média anual do ar na superfície (TAS) do Ártico tem sido pelo menos 1 °C mais quente do que a média de 1981-2010.
Em 2016, houve anomalias extremas de janeiro a fevereiro, com a temperatura no Ártico estimada entre 4 e 5,8 °C a mais do que entre 1981 e 2010. Em 2020, a TAS média foi 1,9 °C mais quente do que a média de 1981-2010. Em 20 de junho de 2020, pela primeira vez, foi feita uma medição de temperatura dentro do Círculo Polar Ártico de 38 °C. Este tipo de clima era esperado na região somente em 2100. Em março, abril e maio, a temperatura média no Ártico foi 10 °C mais alta do que o normal. Essa onda de calor, sem aquecimento humano induzido, poderia ocorrer apenas uma vez a cada 80.000 anos, de acordo com um estudo de atribuição publicado em julho de 2020. Por enquanto, é a ligação mais forte de um evento climático com a mudança climática antropogênica que já foi encontrada.

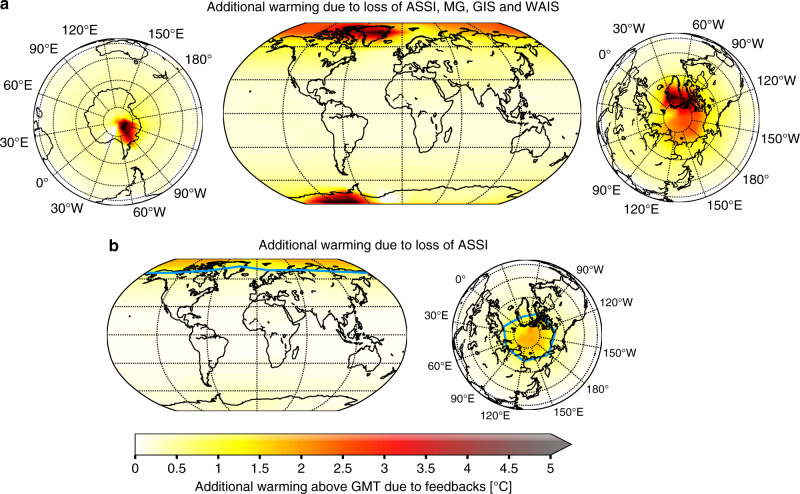
Potencial de aquecimento regional causado pela perda de todo o gelo terrestre fora da Antártica Oriental e pelo desaparecimento do gelo marinho do Ártico todos os anos a partir de junho. Embora plausível, a perda consistente de gelo marinho provavelmente exigiria um aquecimento relativamente alto, e a perda de todo o gelo na Groenlândia exigiria vários milênios

#### Amplificação do Ártico
O feedback do albedo de neve e gelo tem um efeito substancial nas temperaturas regionais. Em particular, a presença de cobertura de gelo e gelo marinho torna o Polo Norte e o Polo Sul mais frios do que seriam sem eles. Consequentemente, o recente  declínio do gelo marinho do Ártico é um dos principais fatores por trás do aquecimento do Ártico ser quase quatro vezes mais acelerado do que a média global desde 1979 (o ano em que as leituras contínuas por satélite do gelo marinho do Ártico começaram), em um fenômeno conhecido como  amplificação do Ártico.
Estudos de modelagem mostram que a forte amplificação do Ártico ocorre somente durante os meses em que há perda significativa de gelo marinho, e que ela desaparece quase totalmente quando a cobertura de gelo simulada é mantida fixa. Por outro lado, a alta estabilidade da cobertura de gelo na Antártica, onde a espessura da  camada de gelo da Antártica Oriental permite que ela se eleve quase 4 km acima do nível do mar, significa que esse continente sofreu pouquíssimo aquecimento líquido nas últimas sete décadas, a principal parte concentrada na Antártica Ocidental. Em vez disso, a perda de gelo na Antártica e sua contribuição para o aumento do nível do mar são impulsionadas principalmente pelo aquecimento do Oceano Antártico, que absorveu de 35% a 43% do calor total recebido por todos os oceanos entre 1970 e 2017.
O feedback do albedo do gelo também tem um efeito menor, mas ainda assim notável, sobre as temperaturas globais. Estima-se que o declínio do gelo marinho do Ártico entre 1979 e 2011 tenha sido responsável por 0,21 watts por metro quadrado (W/m2) de força radiativa, o que equivale a um quarto da força radiativa do aumento de CO2 no mesmo período. Quando comparado aos aumentos cumulativos da força radiativa de gases de efeito estufa desde o início da Revolução Industrial, é equivalente à força radiativa estimada para 2019 do óxido nitroso (0,21 W/m2), quase metade da força radiativa de 2019 do metano (0,54 W/m2) e 10% do aumento cumulativo de CO2 (2,16 W/m2).:76 Entre 1992 e 2015, esse efeito foi parcialmente compensado pelo crescimento da cobertura de gelo marinho ao redor da Antártica, que produziu um resfriamento de cerca de 0,06 W/m2 por década. No entanto, o gelo marinho da Antártica também começou a diminuir depois disso, e a função combinada das mudanças na cobertura de gelo entre 1992 e 2018 é equivalente a 10% de todas as emissões antropogênicas de gases de efeito estufa.

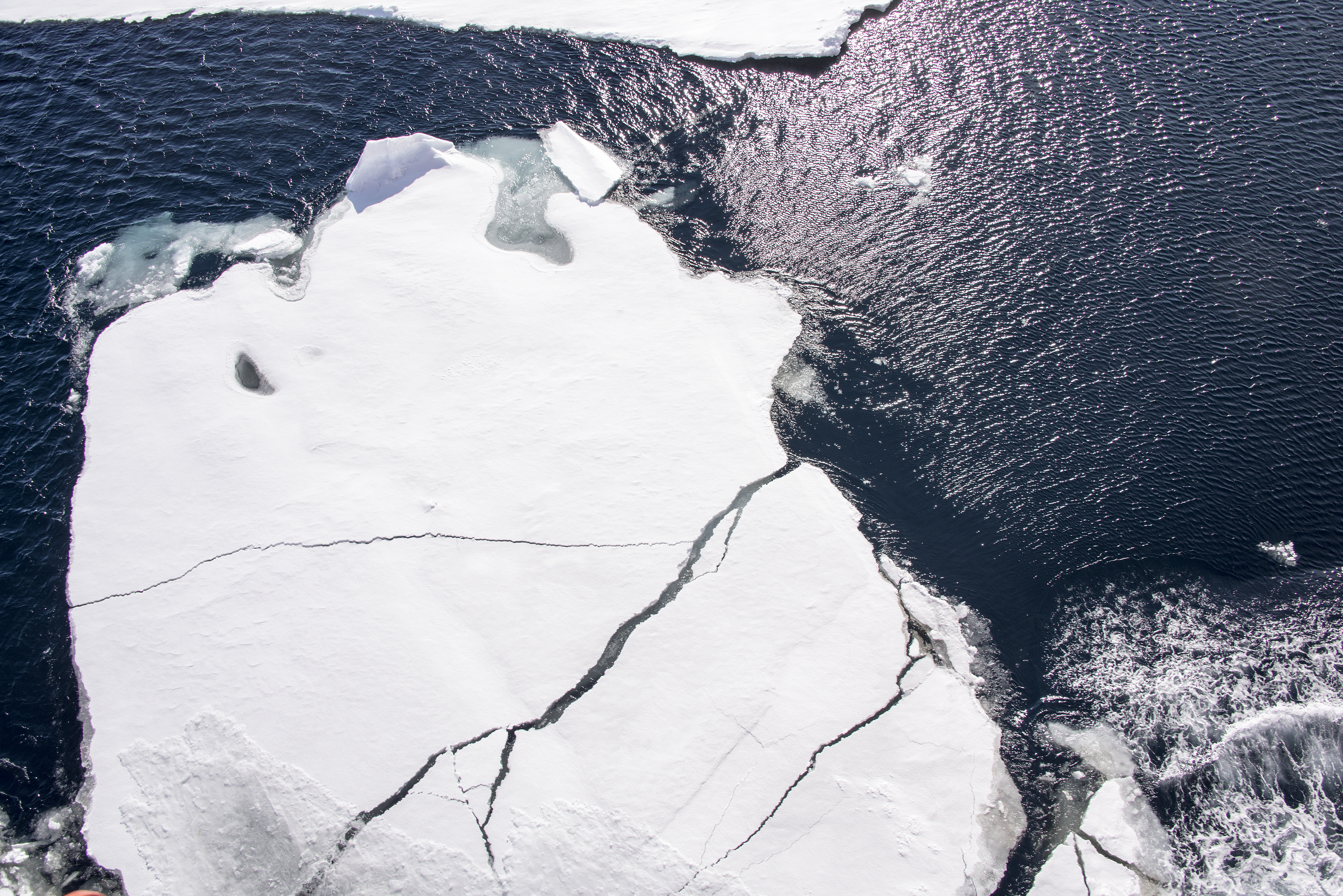
A superfície escura do oceano reflete apenas 6% da radiação solar incidente, enquanto o gelo marinho reflete de 50% a 70%

Historicamente, o Ártico foi descrito como aquecendo duas vezes mais rápido do que a média global, mas essa estimativa foi baseada em observações mais antigas que não registraram a aceleração mais recente. Em 2021, havia dados suficientes disponíveis para mostrar que o Ártico havia se aquecido três vezes mais rápido que o globo, 3,1 °C entre 1971 e 2019, em oposição ao aquecimento global de 1 °C no mesmo período. Além disso, essa estimativa define o Ártico como tudo acima do paralelo 60 ao norte, ou um terço completo do Hemisfério Norte: em 2021-2022, descobriu-se que, desde 1979, o aquecimento dentro do Círculo Polar Ártico (acima do paralelo 66) foi quase quatro vezes mais rápido do que a média global. Dentro do próprio Círculo Polar Ártico, uma amplificação ainda maior do Ártico ocorre na área do Mar de Barents, com pontos críticos em torno da Corrente de Spitsbergen Oeste [en]: as estações meteorológicas localizadas em seu caminho registram um aquecimento decadal até sete vezes mais rápido do que a média global. Isto alimentou a preocupação de que, ao contrário do restante do gelo marinho do Ártico, a cobertura de gelo no Mar de Barents pode desaparecer completamente mesmo com um aquecimento global de 1,5 grau.
A aceleração da amplificação do Ártico não foi linear: uma análise de 2022 constatou que ela ocorreu em duas etapas acentuadas, sendo a primeira por volta de 1986 e a segunda após 2000. A primeira aceleração é atribuída ao aumento da força radiativa antropogênica na região, que, por sua vez, está provavelmente ligada às reduções da poluição por aerossóis de enxofre estratosféricos na Europa na década de 1980 para combater a chuva ácida. Como os aerossóis de sulfato têm um efeito de resfriamento, é provável que sua ausência tenha aumentado as temperaturas do Ártico em até 0,5 grau Celsius. A segunda aceleração não tem causa conhecida e, por isso, não apareceu em nenhum modelo climático. É provável ser um exemplo de variabilidade natural multidecadal, como a ligação sugerida entre as temperaturas do Ártico e a Oscilação Multidecadal do Atlântico (OMA), caso em que se espera que seja revertida no futuro. Entretanto, até mesmo o primeiro aumento na amplificação do Ártico só foi simulado com precisão por uma fração dos modelos  CMIP6 atuais.

### Precipitação
Um impacto observado da mudança climática é um forte aumento no número de raios no Ártico. Os raios aumentam o risco de incêndios florestais. Algumas pesquisas sugerem que, globalmente, um aquecimento superior a 1,5 °C em relação ao nível pré-industrial poderia mudar o tipo de precipitação no Ártico, de neve para chuva no verão e no outono.

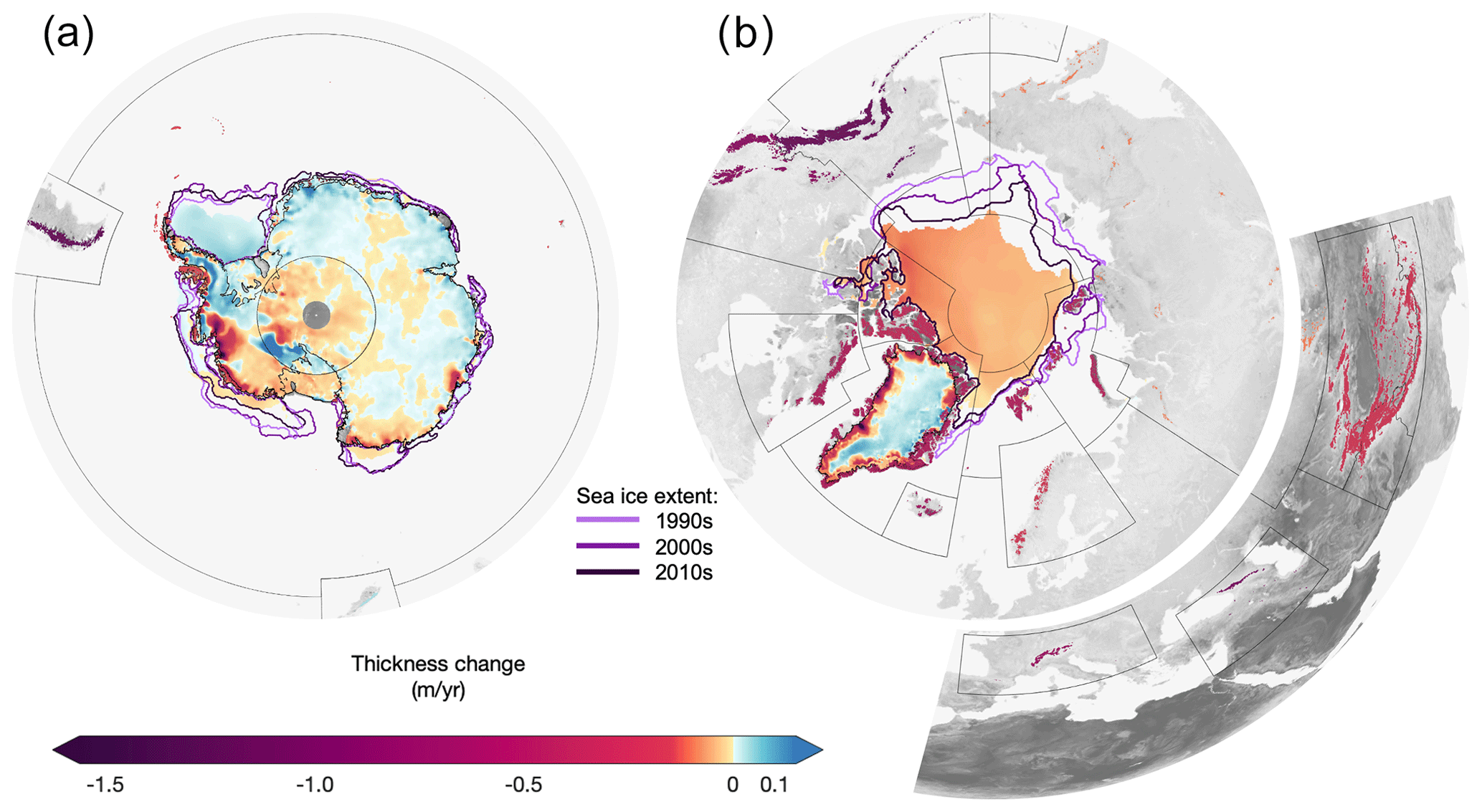
Em média, o aquecimento global diminuiu a espessura do gelo terrestre a cada ano e reduziu a extensão da cobertura de gelo marinho

### Perda de criosfera

#### Gelo marinho
Nas últimas décadas, o gelo marinho na região do Ártico diminuiu em área e volume devido às mudanças climáticas. Ele está derretendo mais no verão do que se recongela no inverno. O aquecimento global, causado pelo forçamento de gases de efeito estufa, é responsável pelo declínio do gelo marinho no Ártico. O declínio do gelo marinho no Ártico vem se acelerando no início do século XXI, com uma taxa de declínio de 4,7% por década (declínio de mais de 50% desde os primeiros registros de satélite). Gelo marinho no verão deixará provavelmente de existir em algum momento do século XXI.

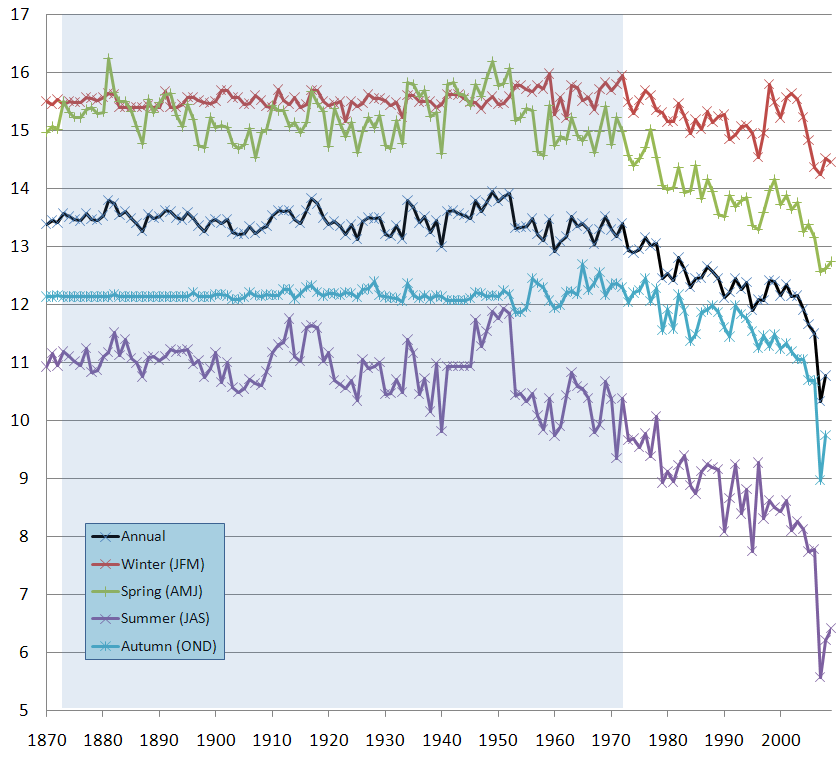
1870-2009 Extensão do gelo marinho do Hemisfério Norte em milhões de quilômetros quadrados. O sombreado azul indica a era pré-satélite; os dados desta época são menos confiáveis

A região está em seu ponto mais quente em pelo menos 4 000 anos. Além disso, a temporada de derretimento em todo o Ártico aumentou a uma taxa de cinco dias por década (de 1979 a 2013), dominada por um congelamento mais tardio no outono. O Sexto Relatório de Avaliação do IPCC (2021) declarou que a área de gelo marinho do Ártico provavelmente cairá abaixo de 1 milhão de km2 em pelo menos alguns setembros antes de 2050.:1249  Em setembro de 2020, o National Snow and Ice Data Center dos EUA informou que o gelo marinho do Ártico em 2020 havia derretido a uma extensão de 3,74 milhões de km2, sua segunda menor extensão desde que os registros começaram em 1979. A Terra perdeu 28 trilhões de toneladas de gelo entre 1994 e 2017, sendo que o gelo marinho do Ártico foi responsável por 7,6 trilhões de toneladas desta perda. A taxa de perda de gelo aumentou 57% desde a década de 1990.

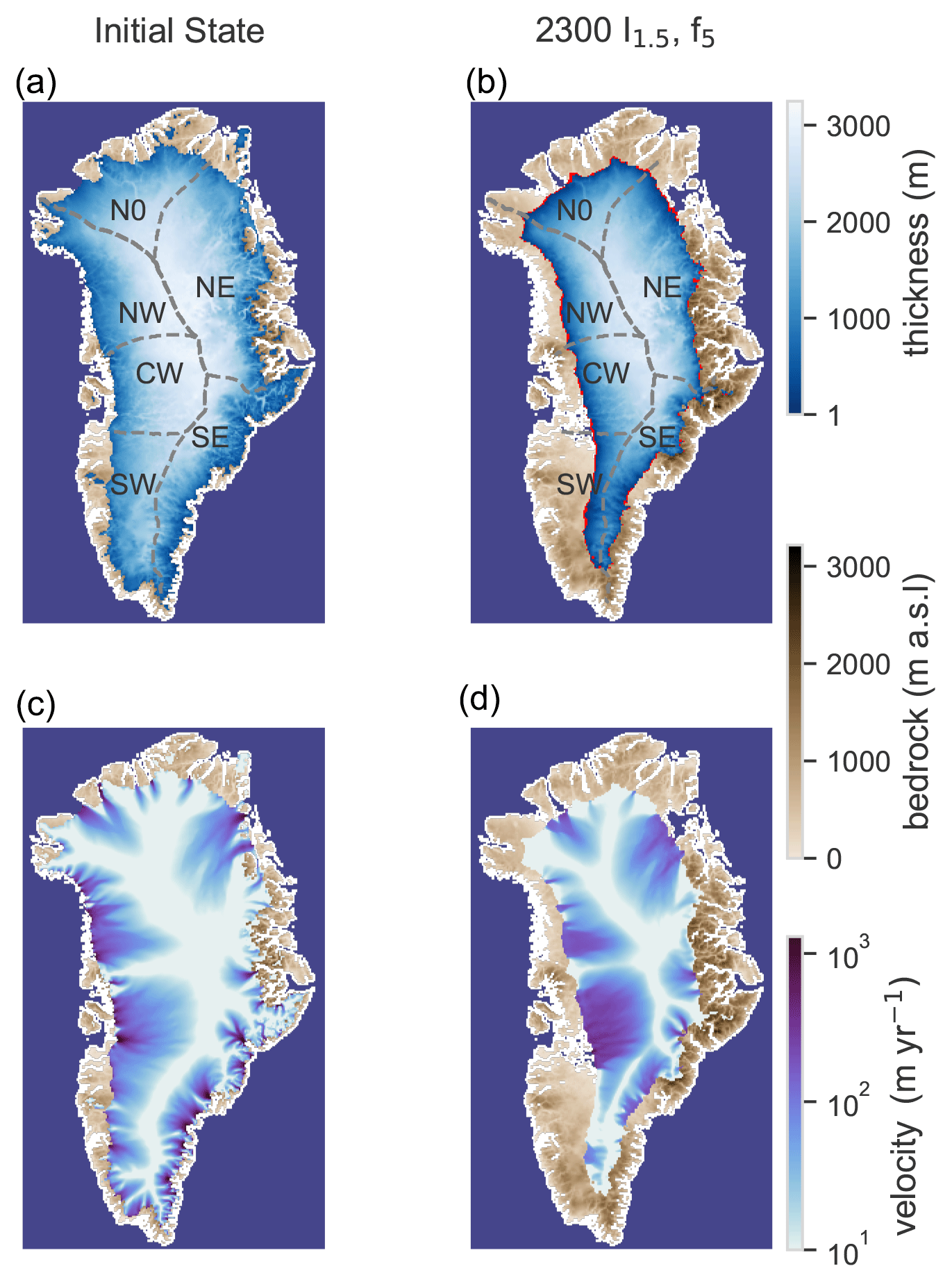
Projeções de 2023 de quanto a camada de gelo da Groenlândia pode diminuir em relação à sua extensão atual até o ano de 2300 no pior cenário possível de mudança climática (metade superior) e de quão mais rápido o gelo restante estará fluindo neste caso (metade inferior)

#### Manto de gelo da Groenlândia
A Groenlândia tem grandes geleiras e calotas de gelo há pelo menos 18 milhões de anos, mas uma única camada de gelo cobriu a maior parte da ilha há cerca de 2,6 milhões de anos. Desde então, ela se expandiu e se contraiu significativamente. O gelo mais antigo conhecido na Groenlândia tem cerca de 1 milhão de anos. Devido às emissões antropogênicas de gases de efeito estufa, o manto de gelo é agora o mais quente que já esteve nos últimos 1 000 anos e está perdendo gelo na taxa mais rápida do que nos últimos 12 000 anos, pelo menos.
Todo verão, partes da superfície derretem e os penhascos de gelo caem no mar. Normalmente, o manto de gelo seria reabastecido pela queda de neve no inverno, mas, devido ao aquecimento global, o manto de gelo está derretendo de duas a cinco vezes mais rápido do que antes de 1850, e a queda de neve não tem acompanhado este ritmo desde 1996. Se a meta do Acordo de Paris de ficar abaixo de 2 °C for alcançada, o derretimento do gelo da Groenlândia sozinho ainda acrescentaria cerca de 6 cm ao aumento do nível do mar global até o final do século. Se não houver reduções nas emissões, o derretimento acrescentaria cerca de 13 cm até 2100,:1302 com o pior cenário de cerca de 33 cm. Para fins de comparação, o derretimento contribuiu até agora com 1,4 cm desde 1972, enquanto o aumento do nível do mar de todas as fontes foi de 15-25 cm entre 1901 e 2018.:5
Se todos os 2 900 000 quilômetros cúbicos da camada de gelo derretessem, isso aumentaria o nível global do mar em aproximadamente 7,4 m. O aquecimento global entre 1,7 °C e 2,3 °C provavelmente tornaria este derretimento inevitável. No entanto, 1,5 °C ainda causaria uma perda de gelo equivalente a 1,4 m de elevação do nível do mar, e mais gelo será perdido se as temperaturas excederem este nível antes de diminuir. Se as temperaturas globais continuarem a subir, a camada de gelo provavelmente desaparecerá dentro de 10 000 anos. Com um aquecimento muito alto, sua vida útil futura cairá para cerca de 1 000 anos.

## Ambiente biológico

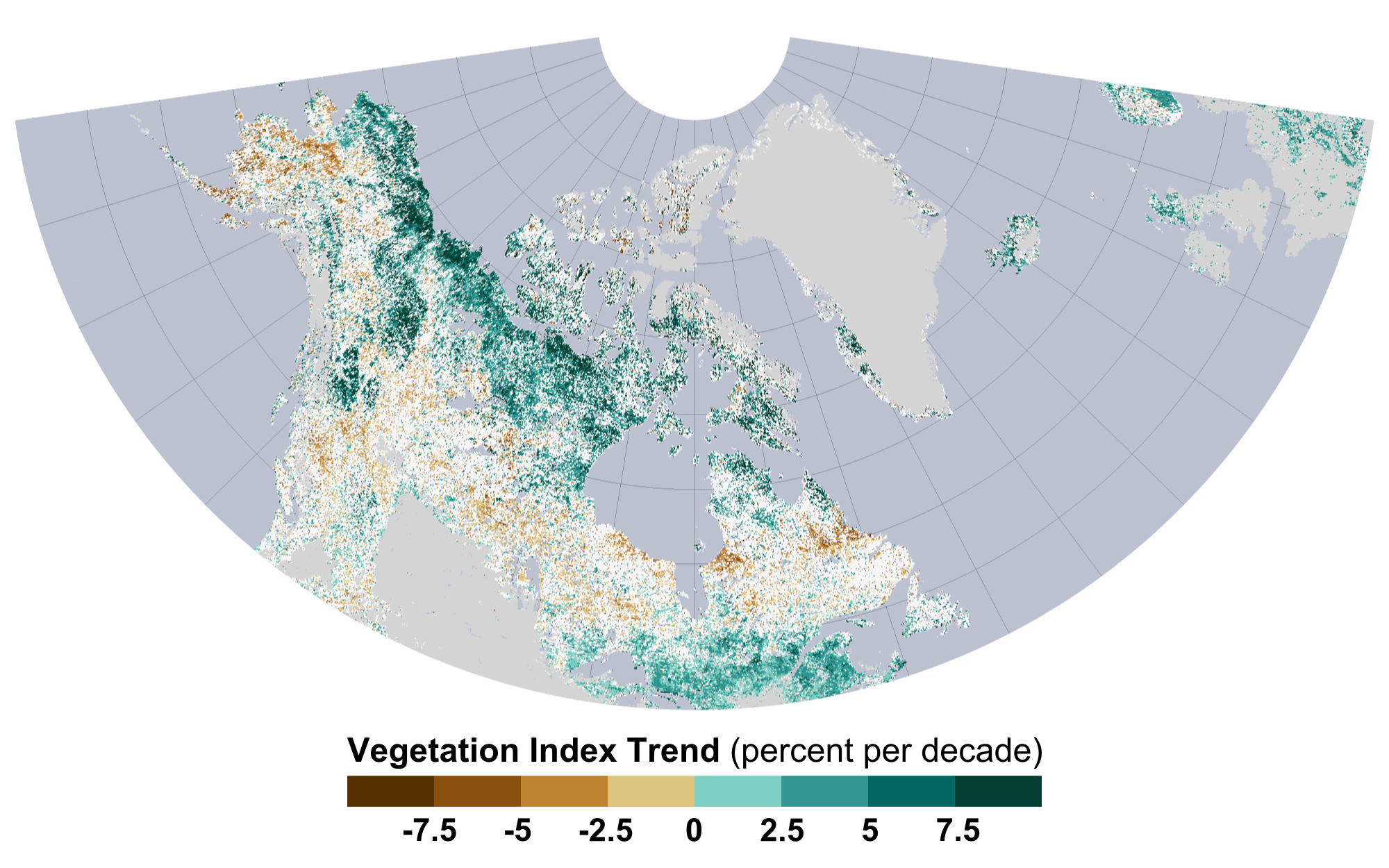
Tendência do Índice de Vegetação Ártica do Hemisfério Ocidental

### Impactos na flora do Ártico

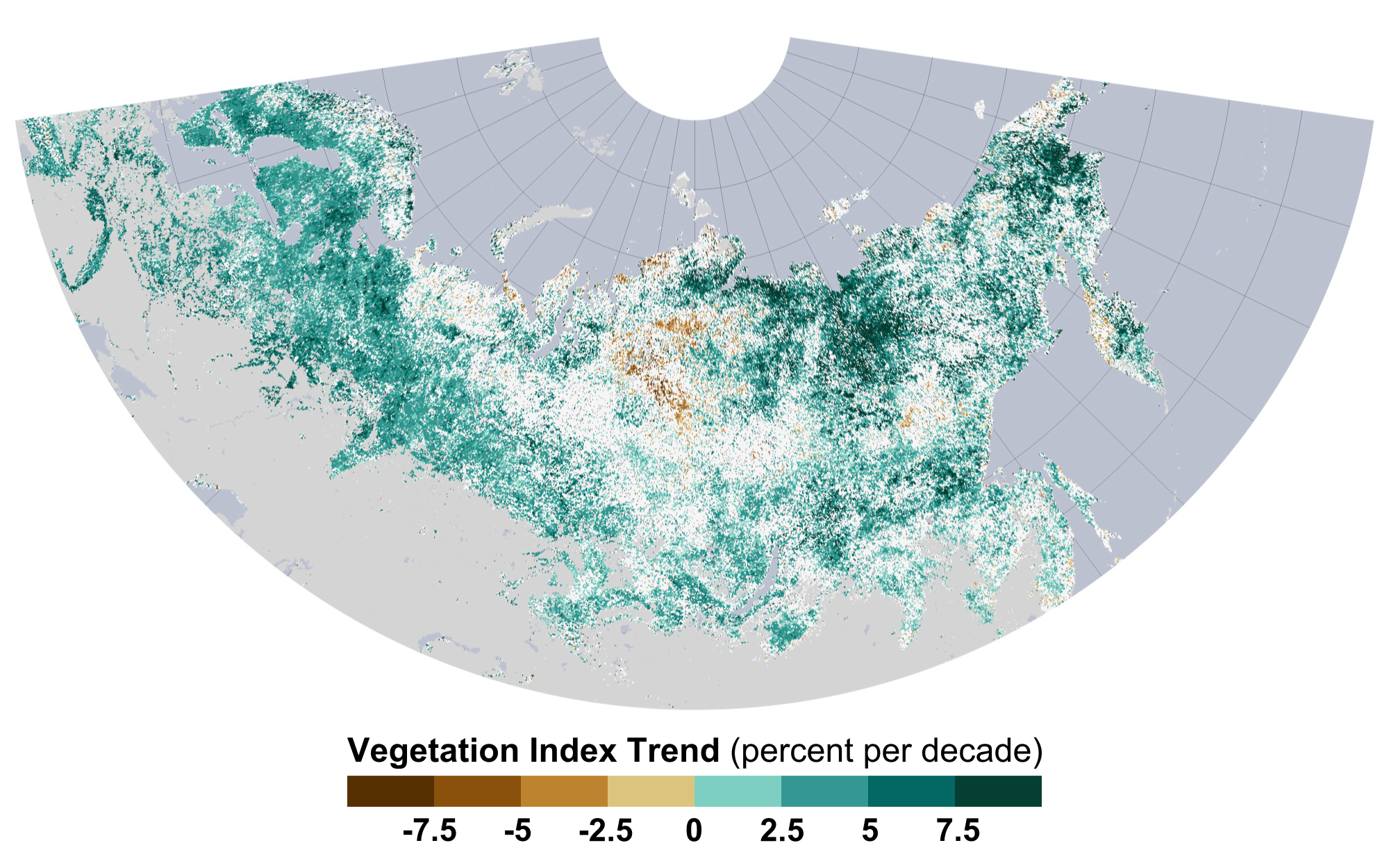
Tendência do Índice de Vegetação do Hemisfério Oriental

Espera-se que as mudanças climáticas tenham um forte efeito sobre a flora do Ártico, algumas das quais já estão sendo observadas. A NASA e a NOAA têm monitorado continuamente a vegetação do Ártico com instrumentos de satélite, como o Moderate-Resolution Imaging Spectroradiometer (MODIS) e o Advanced very-high-resolution radiometer [en] (AVHRR). Seus dados permitem que os cientistas calculem o chamado “esverdeamento do Ártico” e o “escurecimento do Ártico”. De 1985 a 2016, o esverdeamento ocorreu em 37,3% de todos os locais amostrados na tundra, ao passo que o escurecimento foi observado apenas em 4,7% dos locais - geralmente aqueles que ainda estavam passando por resfriamento e secagem, em oposição ao aquecimento e à umidade do restante.
Esta expansão da vegetação no Ártico não é equivalente para todos os tipos de vegetação. Uma das principais tendências tem sido a de plantas arbustivas assumindo áreas anteriormente dominadas por musgos e líquens. Essa mudança contribui para a consideração de que o bioma da tundra está sofrendo a mudança mais rápida de todos os biomas terrestres do planeta. O impacto direto sobre musgos e líquens não é claro, pois existem poucos estudos a nível de espécie, mas é provável que a mudança climática cause maior flutuação e eventos extremos mais frequentes. Embora os arbustos possam aumentar em termos de alcance e biomassa, o aquecimento também pode causar um declínio nas plantas almofadadas [en], como o musgo  Silene acaulis, e como as plantas almofadadas atuam como espécies facilitadoras entre os níveis tróficos e preenchem nichos ecológicos importantes em vários ambientes, isso poderia causar efeitos em cascata nesses ecossistemas que poderiam afetar gravemente a maneira como eles funcionam e são estruturados.
A expansão desses arbustos também pode ter efeitos significativos em outras dinâmicas ecológicas importantes, como o efeito albedo. Esses arbustos alteram a superfície de inverno da tundra, que passa de uma neve uniforme e não perturbada para uma superfície mista com galhos protuberantes que perturbam a cobertura de neve. Este tipo de cobertura tem um efeito albedo menor, com reduções de até 55%, o que contribui para um ciclo de feedback positivo no aquecimento climático regional e global. Essa redução do efeito albedo significa que mais radiação é absorvida pelas plantas e, portanto, as temperaturas da superfície aumentam, o que pode interromper as atuais trocas de energia entre a superfície e a atmosfera e afetar os regimes térmicos do permafrost. O ciclo do carbono também está sendo afetado por mudanças na vegetação. À medida que partes da tundra aumentam sua cobertura de arbustos, elas se comportam mais como florestas boreais em termos de ciclo do carbono. Isto está acelerando o ciclo do carbono, pois as temperaturas mais quentes levam ao aumento do degelo do permafrost e à liberação de carbono, mas também à captura de carbono das plantas que aumentaram o crescimento. Não se sabe ao certo se esse equilíbrio irá para uma direção ou para outra, mas estudos descobriram que é provável que isso acabe levando ao aumento de CO2 na atmosfera.
Entretanto, as florestas boreais, especialmente as da América do Norte, apresentaram uma resposta diferente ao aquecimento. Muitas florestas boreais ficaram mais verdes, mas a tendência não foi tão forte quanto a da tundra do Ártico circumpolar, caracterizada principalmente pela expansão dos arbustos e pelo aumento do crescimento. Na América do Norte, algumas florestas boreais realmente ficaram marrons durante o período do estudo. Secas, aumento da atividade de incêndios florestais, comportamento animal, poluição industrial e vários outros fatores podem ter contribuído para o escurecimento.

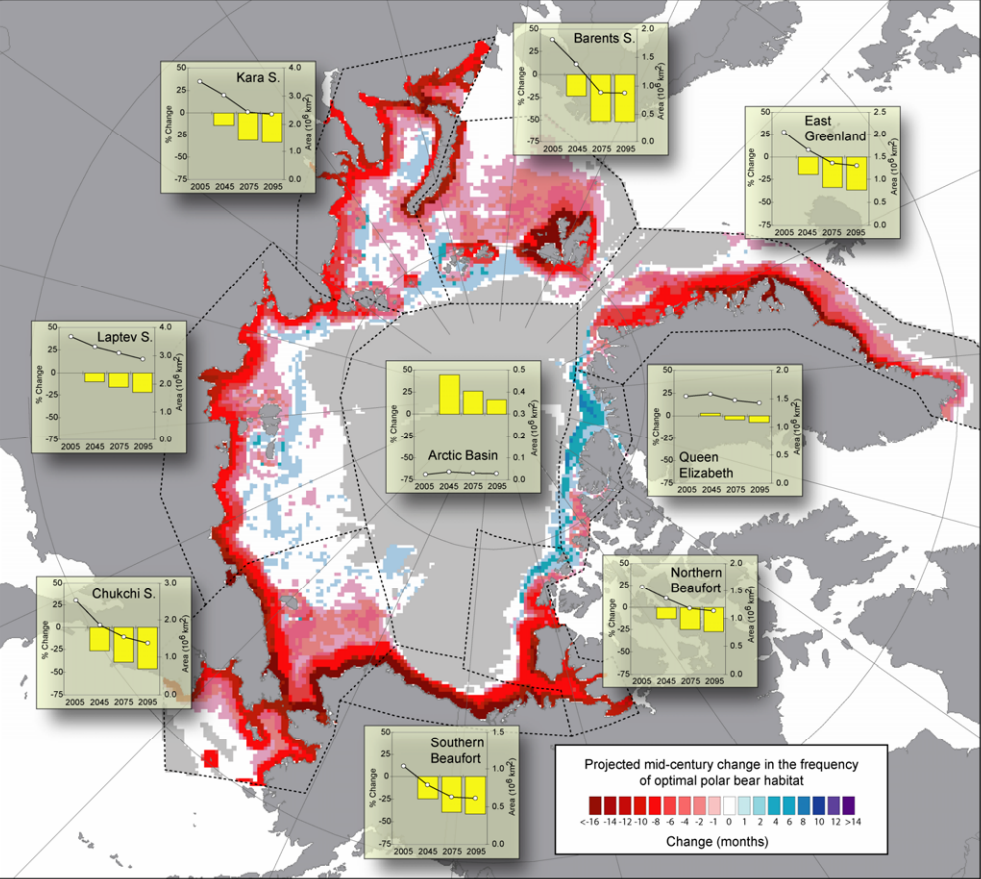
Mudança projetada no habitat do urso polar de 2001 - 2010 para 2041 - 2050

### Impactos sobre a fauna terrestre
O aquecimento do Ártico afeta negativamente a ecologia de forrageamento e reprodução de mamíferos nativos, como as raposas ou  renas do Ártico. Em julho de 2019, 200  renas de Svalbard foram encontradas mortas de fome, aparentemente devido à baixa precipitação relacionada às mudanças climáticas. Este foi apenas um episódio no declínio de longo prazo da espécie.:2327 Pesquisas do Serviço Geológico dos Estados Unidos sugerem que a redução do gelo marinho do Ártico acabaria por extirpar os ursos polares do Alasca, mas deixaria parte de seu habitat no Arquipélago Ártico Canadense e em áreas ao largo da costa norte da Groenlândia.
À medida que o clima do Ártico [en] é gradualmente substituído pelo clima subártico, os animais adaptados a essas condições se espalham para o norte.:2325  Por exemplo, os castores têm colonizado ativamente as regiões do Ártico e, ao criarem barragens, inundam áreas que antes eram de permafrost, contribuindo para o seu degelo e para as emissões de metano decorrentes. Essas espécies colonizadoras podem substituir completamente as espécies nativas e também podem cruzar com seus parentes do sul, como o híbrido urso-grolar. Isso geralmente tem o efeito de reduzir a diversidade genética do gênero. Doenças infecciosas, como a brucelose ou o vírus da cinomose [en], podem se espalhar para populações anteriormente separadas pelo frio ou, no caso dos mamíferos marinhos, pelo gelo marinho.

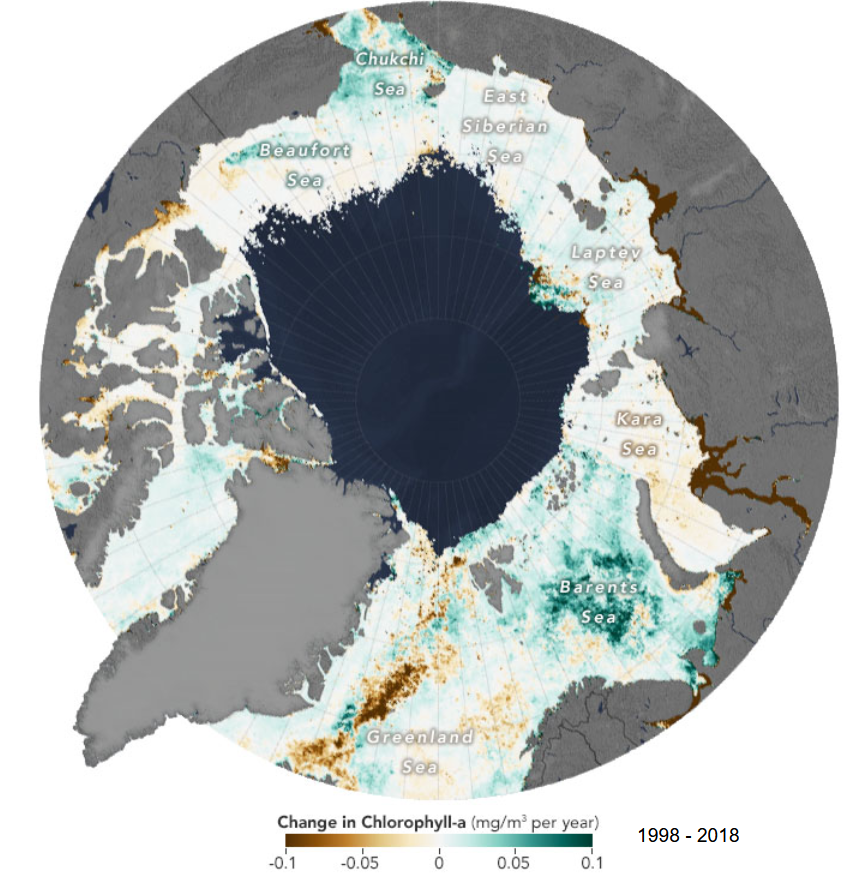
O aumento observado na biomassa de fitoplâncton no Ártico desde 1998

### Ecossistemas marinhos
A redução do gelo marinho trouxe mais luz solar para o fitoplâncton e aumentou a produção primária marinha [en] anual no Ártico em mais de 30% entre 1998 e 2020.:2327  Como resultado, o Oceano Ártico se tornou um sumidouro de carbono mais forte durante esse período; no entanto, ele ainda é responsável por apenas 5 a 14% do sumidouro total de carbono do oceano, embora se espere que desempenhe um papel maior no futuro. Até 2100, espera-se que a biomassa de fitoplâncton no Oceano Ártico aumente em cerca de 20% em relação a 2000 no cenário de baixa emissão e em 30-40% no cenário de alta emissão.:2329
O bacalhau-do-atlântico tem conseguido se deslocar mais profundamente no Ártico devido ao aquecimento das águas, enquanto o  bacalhau polar e os mamíferos marinhos locais têm perdido habitat.:2327  Muitas espécies de copépodes parecem estar em declínio, o que provavelmente também reduzirá o número de peixes que os consomem, como a polaca-do-alasca ou o Atheresthes stomas [en].:2327  Isso também afeta as aves marinhas do Ártico. Por exemplo, cerca de 9 000 papagaios-do-mar e outras aves limícolas no Alasca morreram de fome em 2016, porque muitos peixes migraram para o norte. Embora as aves limícolas também pareçam fazer ninhos com mais sucesso devido ao aquecimento observado, este benefício é mais do que compensado pela incompatibilidade fenológica entre os ciclos de vida das aves limícolas e de outras espécies. Os mamíferos marinhos, como as focas aneladas e as morsas, também estão sendo afetados negativamente pelo aquecimento.

## Emissões de gases de efeito estufa do Ártico

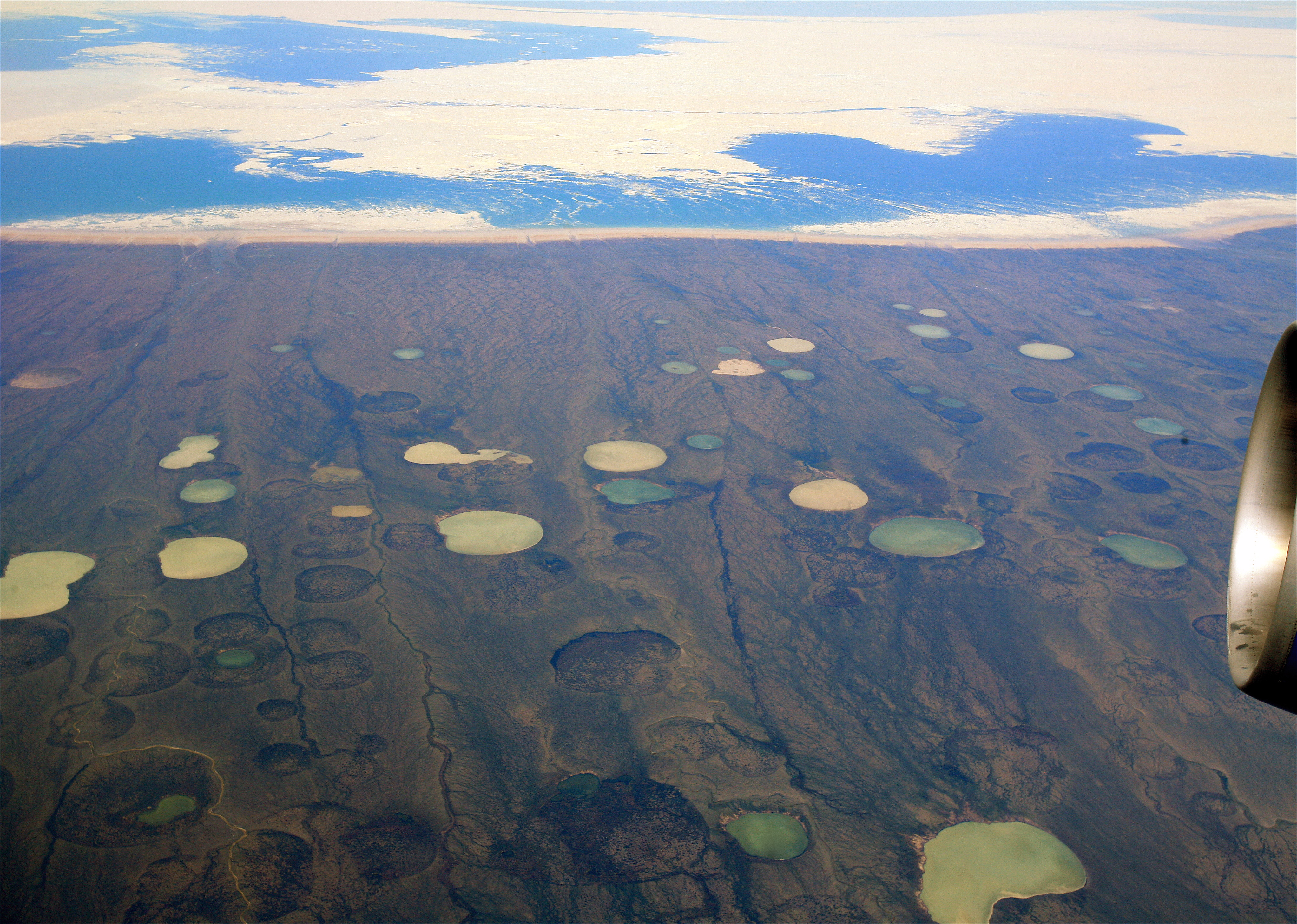
Lagoas de degelo de permafrost na Ilha de Baffin

### Degelo dopermafrost
O permafrost é um componente importante dos sistemas hidrológicos e dos ecossistemas na paisagem do Ártico. No Hemisfério Norte, o domínio do permafrost terrestre compreende cerca de 18 milhões de km2. Dentro dessa região de permafrost, o estoque total de carbono orgânico do solo (COS) é estimado em 1.460-1.600 Pg (onde 1 Pg = 1 bilhão de toneladas), o que constitui o dobro da quantidade de carbono atualmente contida na atmosfera.
Como o aquecimento recente aprofunda a camada ativa sujeita ao degelo do permafrost, isto expõe o carbono anteriormente armazenado a processos biogênicos que facilitam sua entrada na atmosfera como dióxido de carbono e metano. Como as emissões de carbono do degelo do permafrost contribuem para o mesmo aquecimento que facilita o degelo, esse é um exemplo bem conhecido de um feedback positivo da mudança climática. O degelo do permafrost às vezes é incluído como um dos principais pontos de inflexão no sistema climático devido à exibição de limites locais e sua efetiva irreversibilidade. No entanto, embora existam processos de autoperpetuação que se aplicam em escala local ou regional, discute-se se ele atende à definição estrita de um ponto de inflexão global, uma vez que o degelo do permafrost agregado é gradual com o aquecimento.

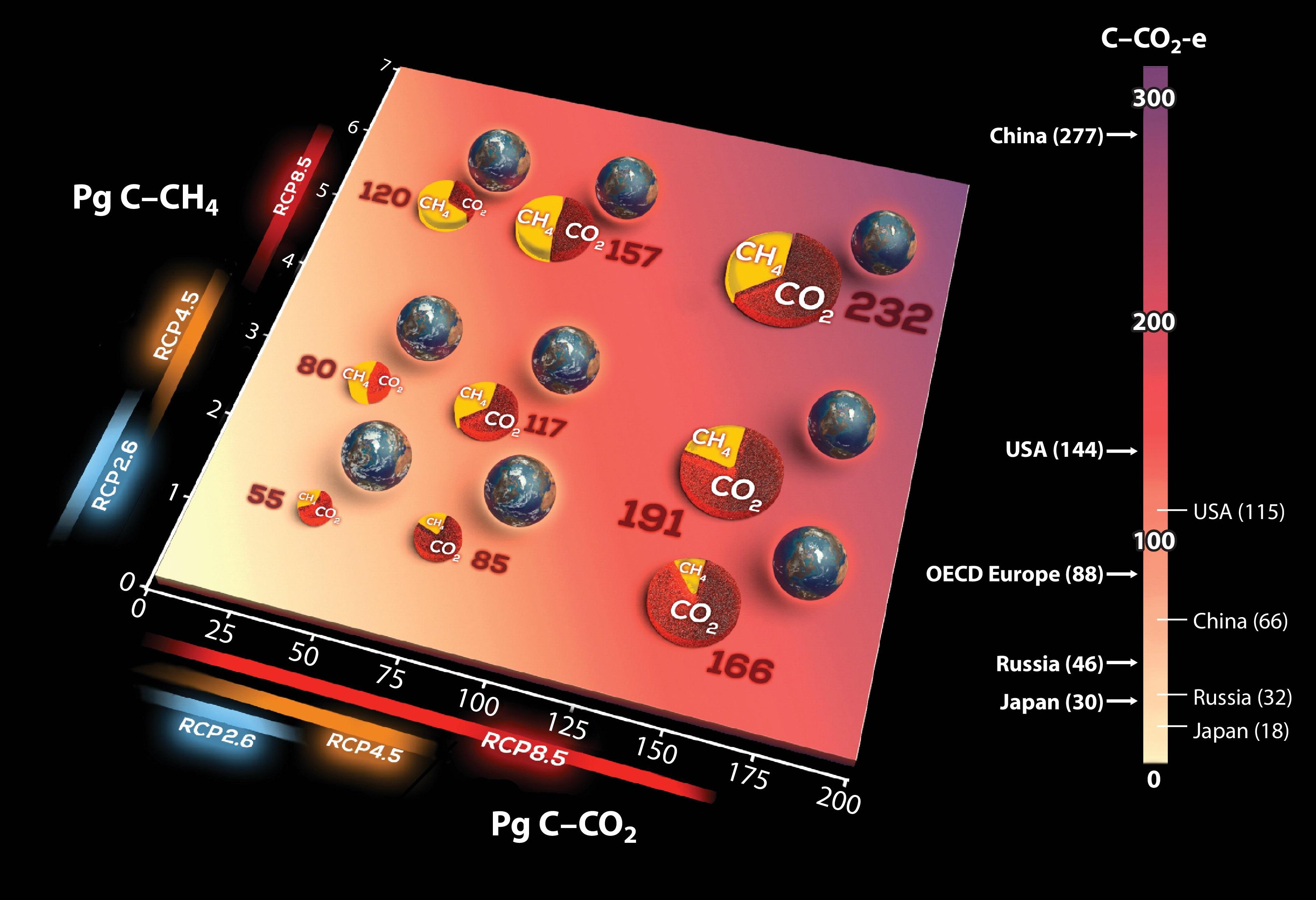
Nove cenários prováveis de emissões de gases de efeito estufa provenientes do degelo do permafrost durante o século 21, que mostram uma resposta limitada, moderada e intensa de emissões de CO_{2} e CH_{4} a en de baixa, média e alta emissão. A barra vertical usa as emissões de países grandes selecionados como comparação: o lado direito da escala mostra suas emissões cumulativas desde o início da Revolução Industrial, enquanto o lado esquerdo mostra as emissões cumulativas de cada país para o restante do século 21, se elas permanecerem inalteradas em relação aos níveis de 2019

Na região circumpolar norte, o permafrost contém matéria orgânica equivalente a 1 400 - 1 650 bilhões de toneladas de carbono puro, que foi acumulado ao longo de milhares de anos. Essa quantidade equivale a quase metade de todo o material orgânico em todos os solos, e é cerca de duas vezes o conteúdo de carbono da atmosfera, ou cerca de quatro vezes maior do que as emissões humanas de carbono entre o início da Revolução Industrial e 2011. Além disso, a maior parte desse carbono (~1,035 bilhão de toneladas) está armazenada no que é definido como permafrost próximo à superfície, não mais profundo do que 3 metros abaixo da superfície. Entretanto, espera-se que apenas uma fração desse carbono armazenado entre na atmosfera. Em geral, espera-se que o volume de permafrost nos 3 m superiores do solo diminua em cerca de 25% por 1 °C de aquecimento global,:1283 mas mesmo no cenário RCP8.5 [en] associado a mais de 4 °C de aquecimento global até o final do século XXI, espera-se que cerca de 5% a 15% do carbono do permafrost seja perdido “ao longo de décadas e séculos”.
No total, espera-se que as emissões cumulativas de gases de efeito estufa do degelo do permafrost sejam menores do que as emissões antropogênicas cumulativas, mas ainda substanciais em escala global, com alguns especialistas comparando-as às emissões causadas pelo desmatamento. O Sexto Relatório de Avaliação do IPCC estima que o dióxido de carbono e o metano liberados pelo permafrost podem chegar ao equivalente a 14 - 175 bilhões de toneladas de dióxido de carbono por 1 °C de aquecimento.:1237  Para efeito de comparação, em 2019, as emissões antropogênicas anuais apenas de dióxido de carbono estavam em torno de 40 bilhões de toneladas.:1237  Uma grande revisão publicada no ano de 2022 concluiu que, se a meta de evitar o aquecimento de 2 °C fosse alcançada, as emissões médias anuais de permafrost ao longo do século XXI seriam equivalentes às emissões anuais da Rússia em 2019. No RCP4.5, um cenário considerado próximo à trajetória atual e no qual o aquecimento fica um pouco abaixo de 3 °C, as emissões anuais do permafrost seriam comparáveis às emissões do ano de 2019 da Europa Ocidental ou dos Estados Unidos, enquanto no cenário de alto aquecimento global e pior resposta de feedback do permafrost, elas se aproximariam das emissões do ano de 2019 da China.
Poucos estudos tentaram descrever o impacto diretamente em termos de aquecimento. Um artigo de 2018 estimou que, se o aquecimento global fosse limitado a 2 °C, o degelo gradual do permafrost acrescentaria cerca de 0,09 °C às temperaturas globais até 2100, enquanto uma revisão de 2022 concluiu que cada 1 °C de aquecimento global causaria 0,04 °C e 0,11 °C de degelo abrupto até o ano de 2100 e 2300. Em torno de 4 °C de aquecimento global, poderia ocorrer um colapso abrupto (cerca de 50 anos) e generalizado das áreas de permafrost, resultando em um aquecimento adicional de 0,2 - 0,4 °C.

### Carbono negro

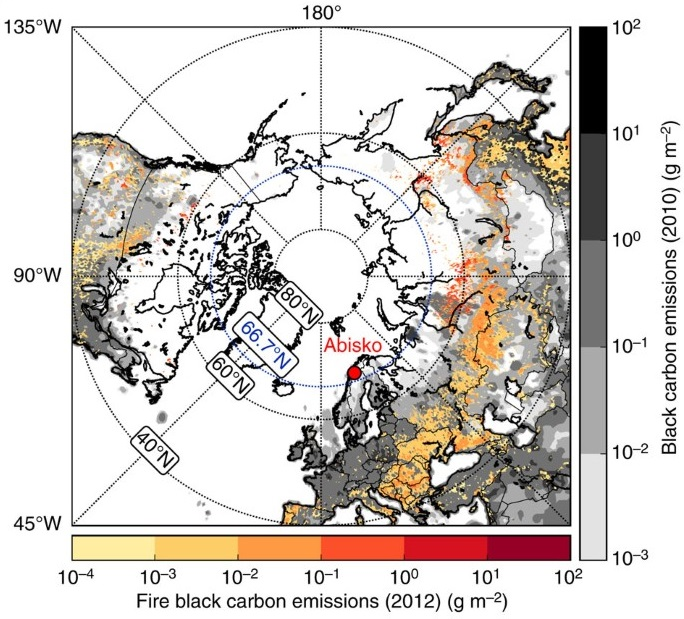
Emissões de carbono negro provenientes de incêndios e atividades humanas ao redor do Ártico no ano de 2012, medidas a partir de uma estação de pesquisa em Abisko

Os depósitos de carbono negro (provenientes da combustão de óleo combustível pesado do transporte marítimo no Ártico) absorvem a radiação solar na atmosfera e reduzem consideravelmente o albedo quando depositados na neve e no gelo, acelerando assim o efeito do derretimento da neve e do gelo marinho. Um estudo de 2013 quantificou que a queima de gás [en] em locais de extração de petróleo contribuiu com mais de 40% do carbono negro depositado no Ártico. Uma pesquisa de 2019 atribuiu a maioria (56%) do carbono negro da superfície do Ártico às emissões da Rússia, seguida pelas emissões europeias, e com a Ásia também sendo uma grande fonte. Em 2015, uma pesquisa sugeriu que a redução das emissões de carbono negro e de gases de efeito estufa de curta duração em cerca de 60% até 2050 poderia resfriar o Ártico em até 0,2 °C. No entanto, um estudo de 2019 indica que “as emissões de carbono negro aumentarão continuamente devido ao aumento das atividades de transporte marítimo”, especificamente de embarcações de pesca.
O número de incêndios florestais no Círculo Polar Ártico aumentou. Em 2020, as emissões de CO2 das queimadas no Ártico bateram um novo recorde, chegando a 244 megatoneladas de dióxido de carbono emitidas. Isso se deve à queima de turfeiras, solos ricos em carbono que se originam do acúmulo de plantas alagadas, encontradas principalmente nas latitudes do Ártico. Essas turfeiras estão se tornando mais propensas a queimar à medida que as temperaturas aumentam, mas sua própria queima e liberação de CO2 contribui para sua própria probabilidade de queimar em um ciclo de feedback positivo. A fumaça de incêndios florestais, definida como “carbono marrom [en]”, também aumenta o aquecimento do Ártico, sendo que seu efeito de aquecimento é cerca de 30% do efeito do carbono negro. Como os incêndios florestais aumentam com o aquecimento, isto cria um ciclo de feedback positivo.

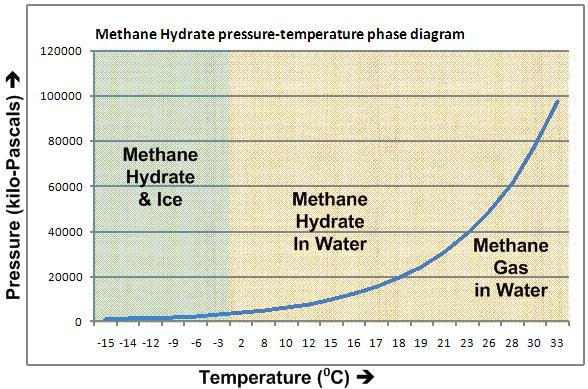
O clatrato de metano é liberado como gás na coluna de água ou nos solos circundantes quando a temperatura ambiente aumenta

### Depósitos de clatratos de metano
A hipótese da arma de clatratos é uma explicação proposta para os períodos de aquecimento rápido durante o Quaternário. A hipótese é que as mudanças nos fluxos nas águas intermediárias superiores do oceano causaram flutuações de temperatura que alternadamente acumularam e ocasionalmente liberaram clatrato de metano nas encostas continentais superiores. Isso teria tido um impacto imediato sobre a temperatura global, pois o metano é um gás de efeito estufa muito mais potente do que o dióxido de carbono. Apesar de sua vida atmosférica de cerca de 12 anos, o potencial de aquecimento global do metano é 72 vezes maior do que o do dióxido de carbono em 20 anos e 25 vezes em 100 anos (33 vezes quando se leva em conta as interações com aerossóis). Além disso, propõe-se que esses eventos de aquecimento causaram os ciclos de Bond [en] e eventos interestadiais [en] individuais, como os interestadiais de Dansgaard-Oeschger [en].
Em 2018, um artigo de perspectiva dedicado a pontos de inflexão no sistema climático sugeriu que a contribuição dos hidratos de metano para a mudança climática seria “insignificante” até o final do século, mas poderia chegar a 0,4 - 0,5 °C em escalas de tempo milenares. Em 2021, o Sexto Relatório de Avaliação do IPCC não incluiu mais os hidratos de metano na lista de possíveis pontos de inflexão e afirma que “é muito improvável que as emissões de CH4 dos clatratos aqueçam substancialmente o sistema climático nos próximos séculos”. O relatório também vinculou os depósitos de hidratos terrestres às crateras de emissão de gás [en] descobertas na Península de Yamal, na Sibéria, Rússia, a partir de julho de 2014, mas observou que, como os hidratos de gás terrestres se formam predominantemente em uma profundidade abaixo de 200 metros, uma resposta substancial nos próximos séculos pode ser descartada. Da mesma forma, uma avaliação de 2022 sobre pontos de inflexão descreveu os hidratos de metano como um “feedback sem limite” em vez de um ponto de inflexão.

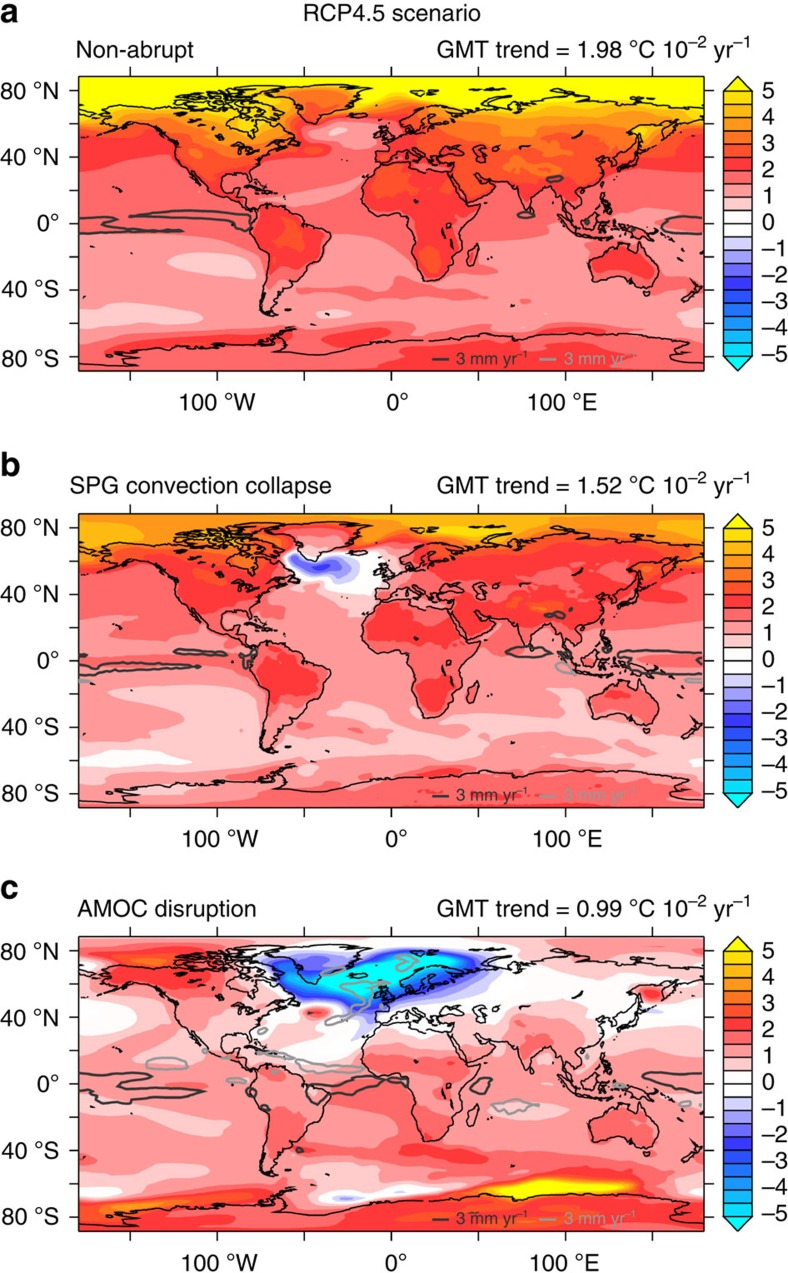
Aquecimento modelado do século 21 no cenário de aquecimento global “intermediário” (topo). O possível colapso do giro subpolar nesse cenário (meio). O colapso de toda a Circulação Meridional de Capotamento do Atlântico (parte inferior).

## Efeitos em outras partes do mundo

### Na circulação oceânica
A AMOC nem sempre existiu; durante grande parte da história da Terra, a circulação de revolvimento no hemisfério norte ocorria no Pacífico Norte. Evidências paleoclimáticas mostram que a mudança da circulação de revolvimento do Pacífico para o Atlântico ocorreu há 34 milhões de anos, na transição Eoceno-Oligoceno [en], quando o portal Ártico-Atlântico se fechou. Este fechamento alterou fundamentalmente a estrutura da circulação termoalina; alguns pesquisadores sugeriram que a mudança climática pode eventualmente reverter essa mudança e restabelecer a circulação do Pacífico após o colapso da AMOC. O aquecimento global afeta a AMOC ao tornar a água da superfície mais quente como consequência do desequilíbrio energético da Terra e ao tornar a água da superfície menos salina devido à adição de enormes quantidades de água doce proveniente do derretimento do gelo - principalmente da Groenlândia - e do aumento da precipitação no Atlântico Norte. Ambas as causas aumentariam a diferença entre as camadas superficiais e profundas, dificultando, assim, a ascensão e a descida que impulsionam a circulação.
O enfraquecimento acentuado da AMOC pode levar a um colapso da circulação, o que não seria facilmente reversível e, portanto, constitui um dos pontos de inflexão no sistema climático. Um colapso reduziria substancialmente a temperatura média e a quantidade de chuva e neve na Europa. Ele também pode aumentar a frequência de eventos climáticos extremos e ter outros efeitos graves. Modelos de alta qualidade do sistema terrestre indicam que um colapso é improvável e só se tornaria possível se altos níveis de aquecimento (≥4 °C) fossem mantidos por muito tempo após 2100. Algumas pesquisas paleoceanográficas parecem apoiar esta hipótese. Alguns pesquisadores temem que os modelos complexos sejam estáveis demais e que as projeções de menor complexidade que apontam para um colapso anterior sejam mais precisas. Uma dessas projeções sugere que o colapso da AMOC poderia ocorrer por volta de 2057, mas muitos cientistas são céticos em relação a esta projeção. Algumas pesquisas também sugerem que a circulação de capotamento do Oceano Antártico pode ser mais propensa ao colapso do que a AMOC.
Em 2021, o Sexto Relatório de Avaliação do IPCC afirmou novamente que é “muito provável” que a AMOC entre em declínio no século XXI e que havia uma “alta confiança” de que as mudanças nela seriam reversíveis dentro de alguns séculos se o aquecimento fosse revertido.:19  Ao contrário do Quinto Relatório de Avaliação, ele tinha apenas “média confiança”, em vez de “alta confiança”, de que a AMOC poderia evitar um colapso antes do final do século XXI. Esta redução na confiança foi provavelmente influenciada por vários estudos de revisão que chamam a atenção para o viés de estabilidade da circulação dentro dos modelos de circulação geral e estudos simplificados de modelagem oceânica que sugerem que o AMOC pode ser mais vulnerável a mudanças abruptas do que os modelos de maior escala sugerem.
Em 2022, uma extensa avaliação de todos os possíveis pontos de inflexão climáticos identificou 16 pontos de inflexão plausíveis, incluindo um colapso da AMOC. A avaliação afirmou que um colapso seria provavelmente desencadeado por 4 °C de aquecimento global, mas que há incerteza suficiente para sugerir que ele poderia ser desencadeado em níveis de aquecimento entre 1,4 °C e 8 °C. A avaliação estima que, uma vez desencadeado o colapso do AMOC, ele ocorreria entre 15 e 300 anos e, provavelmente, em cerca de 50 anos. A avaliação também tratou o colapso do Giro Subpolar Norte como um ponto de inflexão separado que poderia ocorrer entre 1,1 °C e 3,8 °C, embora isso seja simulado apenas por uma minoria dos modelos climáticos. O ponto de inflexão mais provável para o colapso do Giro Subpolar Norte é de 1,8 °C e, uma vez acionado, o colapso do giro ocorreria entre 5 e 50 anos, sendo a probabilidade maior em 10 anos. Estima-se que a perda dessa convecção diminua a temperatura global em 0,5 °C, enquanto a temperatura média na Europa diminuiria em cerca de 3 °C. Também haveria efeitos substanciais nos níveis regionais de precipitação.

### No clima de latitude média
Desde o início dos anos 2000, os modelos climáticos têm identificado consistentemente que o aquecimento global empurrará gradualmente as correntes de jato para os polos. Em 2008, isso foi confirmado por evidências observacionais, que provaram que, de 1979 a 2001, a corrente de jato do norte se deslocou para mais para o norte a uma taxa média de 2,01 quilômetros por ano, com uma tendência semelhante na corrente de jato do Hemisfério Sul. Os cientistas do clima levantaram a hipótese de que a corrente de jato também se enfraquecerá gradualmente como resultado do aquecimento global. Tendências como o  declínio do gelo marinho do Ártico, redução da cobertura de neve, padrões de evapotranspiração e outras anomalias climáticas fizeram com que o Ártico esquentasse mais rápido do que outras partes do globo, no que é conhecido como amplificação do Ártico. Em 2021-2022, descobriu-se que, desde 1979, o aquecimento dentro do Círculo Polar Ártico foi quase quatro vezes mais rápido do que a média global, e alguns pontos críticos na área do Mar de Barents aqueceram até sete vezes mais rápido do que a média global. Embora o Ártico continue sendo um dos lugares mais frios da Terra atualmente, o gradiente de temperatura entre ele e as partes mais quentes do globo continuará a diminuir a cada década de aquecimento global como resultado dessa amplificação. Se esse gradiente tiver uma forte influência sobre a corrente de jato, ela acabará se enfraquecendo e se tornando mais variável em seu curso, o que permitiria que mais ar frio do vórtice polar vaze para as latitudes médias e retarde a progressão das ondas de Rossby, levando a um clima mais persistente e mais extremo.
A hipótese acima está intimamente associada a Jennifer Francis [en], que a propôs pela primeira vez em um artigo de 2012, com coautoria de Stephen J. Vavrus. Embora algumas reconstruções paleoclimáticas tenham sugerido que o vórtice polar se torna mais variável e causa clima mais instável durante os períodos de aquecimento em 1997, isso foi contestado pela modelagem climática, com as simulações do PMIP2 descobrindo em 2010 que a oscilação do Ártico [en] (OA) era muito mais fraca e mais negativa durante o Último Máximo Glacial e sugerindo que os períodos mais quentes têm uma fase positiva mais forte de OA e, portanto, vazamentos menos frequentes do ar do vórtice polar. Entretanto, uma revisão de 2012 no Journal of the Atmospheric Sciences observou que “houve uma mudança significativa no estado médio do vórtice ao longo do século XXI, resultando em um vórtice mais fraco e mais perturbado”, o que contradiz os resultados da modelagem, mas se encaixa na hipótese de Francis-Vavrus. Além disso, um estudo de 2013 observou que o então atual CMIP5 [en] tendia a subestimar fortemente as tendências de bloqueio no inverno, e outra pesquisa de 2012 sugeriu uma conexão entre o declínio do gelo marinho do Ártico e a forte queda de neve durante os invernos de latitude média.
Entretanto, como as observações específicas são consideradas observações de curto prazo, há uma incerteza considerável nas conclusões. As observações climatológicas requerem várias décadas para distinguir definitivamente várias formas de variabilidade natural das tendências climáticas. Esse ponto foi enfatizado por revisões em 2013 e em 2017. Um estudo de 2014 concluiu que a amplificação do Ártico diminuiu significativamente a variabilidade da temperatura da estação fria no Hemisfério Norte nas últimas décadas. Atualmente, o ar frio do Ártico penetra mais rapidamente nas latitudes mais baixas e mais quentes durante o outono e o inverno, uma tendência projetada para continuar no futuro, exceto durante o verão, questionando assim se os invernos trarão mais fenômenos extremos de frio. Uma análise de 2019 de um conjunto de dados coletados de 35 182 estações meteorológicas em todo o mundo, incluindo 9 116 cujos registros ultrapassam 50 anos, constatou uma diminuição acentuada nas ondas de frio de latitude média do norte desde a década de 1980.
Além disso, uma série de dados observacionais de longo prazo coletados durante a década de 2010 e publicados em 2020 sugere que a intensificação da amplificação do Ártico desde o início da década de 2010 não estava ligada a mudanças significativas nos padrões atmosféricos de latitude média. A pesquisa de modelagem de última geração do PAMIP (Polar Amplification Model Intercomparison Project, Projeto de Intercomparação de Modelos de Amplificação Polar) aprimorou as descobertas de 2010 do PMIP2; ela constatou que o declínio do gelo marinho enfraqueceria a corrente de jato e aumentaria a probabilidade de bloqueio atmosférico, mas a conexão era muito pequena e normalmente insignificante em comparação com a variabilidade interanual. Em 2022, um estudo de acompanhamento constatou que, embora a média do PAMIP tenha provavelmente subestimado o enfraquecimento causado pelo declínio do gelo marinho em 1,2 a 3 vezes, mesmo a conexão corrigida ainda corresponde a apenas 10% da variabilidade natural da corrente de jato.

## Impacto nas pessoas

### Reivindicações territoriais
A crescente evidência de que o aquecimento global está reduzindo o gelo polar aumentou a urgência das reivindicações territoriais [en] de várias nações no Ártico, na esperança de estabelecer o desenvolvimento de recursos e novas rotas de navegação [en], além de proteger seus direitos soberanos.
À medida que a cobertura do mar de gelo diminui cada vez mais, ano após ano, os países do Ártico (Rússia, Canadá, Finlândia, Islândia, Noruega, Suécia, Estados Unidos e Dinamarca, que representa a Groenlândia) estão se movimentando no cenário geopolítico para garantir o acesso a novas rotas de navegação, reservas de petróleo e gás em potencial, levando a reivindicações sobrepostas na região. No entanto, há apenas uma única disputa de fronteira terrestre no Ártico, com todas as outras relacionadas ao mar, a qual é a Ilha Hans. Essa pequena ilha desabitada fica no estreito de Nares, entre a Ilha Ellesmere, no Canadá, e a costa norte da Groenlândia. Seu status decorre de sua posição geográfica, exatamente entre as fronteiras equidistantes determinadas em um tratado de 1973 entre o Canadá e a Dinamarca. Embora ambos os países tenham reconhecido a possibilidade de dividir a ilha, nenhum acordo sobre a ilha foi alcançado, e ambas as nações ainda a reivindicam para si.
Há mais atividade em termos de fronteiras marítimas entre países, onde a sobreposição de reivindicações de águas interiores, mares territoriais e, principalmente, Zonas Econômicas Exclusivas (ZEEs) pode causar atritos entre as nações. Atualmente, as fronteiras marítimas oficiais têm um triângulo não reivindicado de águas internacionais entre elas, que é o ponto central das disputas.
Este território não reivindicado pode ser obtido por meio da apresentação de uma reivindicação à Convenção das Nações Unidas sobre o Direito do Mar. Essas reivindicações podem ser baseadas em evidências geológicas de que as plataformas continentais se estendem além de suas atuais fronteiras marítimas e em águas internacionais.
Algumas reivindicações sobrepostas continuam pendentes de resolução por órgãos internacionais, como uma grande parte contendo o polo norte reivindicada pela Dinamarca e pela Rússia, sendo que algumas partes também são contestadas pelo Canadá. Outro exemplo é o da Passagem do Noroeste, reconhecida mundialmente como águas internacionais, mas tecnicamente em águas canadenses. Isso fez com que o Canadá quisesse limitar o número de navios que podem passar por ela por motivos ambientais, mas os Estados Unidos contestam que tenham autoridade para fazê-lo, favorecendo a passagem ilimitada de embarcações.

### Navegação
A Rota Marítima Transpolar [en] é uma futura rota de navegação no Ártico que vai do Oceano Atlântico ao Oceano Pacífico, atravessando o centro do Oceano Ártico. Às vezes, a rota também é chamada de Rota Transártica. Em contraste com a Passagem do Nordeste (incluindo a Rota do Mar do Norte) e a Passagem do Noroeste, ela evita amplamente as águas territoriais dos estados do Ártico e fica em alto mar internacional.
Os governos e o setor privado têm demonstrado um interesse crescente no Ártico. Novas rotas marítimas importantes estão se abrindo: a rota marítima do norte teve 34 passagens em 2011, enquanto a Passagem do Noroeste teve 22 passagens, mais do que em qualquer outro momento da história. As empresas de navegação podem se beneficiar da distância reduzida dessas rotas do norte. O acesso a recursos naturais aumentará, incluindo minerais valiosos e petróleo e gás offshore. Encontrar e controlar esses recursos será difícil com o gelo em constante movimento. O turismo também pode aumentar, pois a redução do gelo marinho aumentará a segurança e o acesso ao Ártico.
O derretimento das calotas polares do Ártico aumentará provavelmente o tráfego e a viabilidade comercial da Rota do Mar do Norte. Um estudo, por exemplo, projeta “mudanças notáveis nos fluxos comerciais entre a Ásia e a Europa, desvio do comércio dentro da Europa, tráfego pesado de navios no Ártico e uma queda substancial no tráfego de Suez. As mudanças projetadas no comércio também implicam numa pressão substancial sobre um ecossistema ártico já ameaçado”.

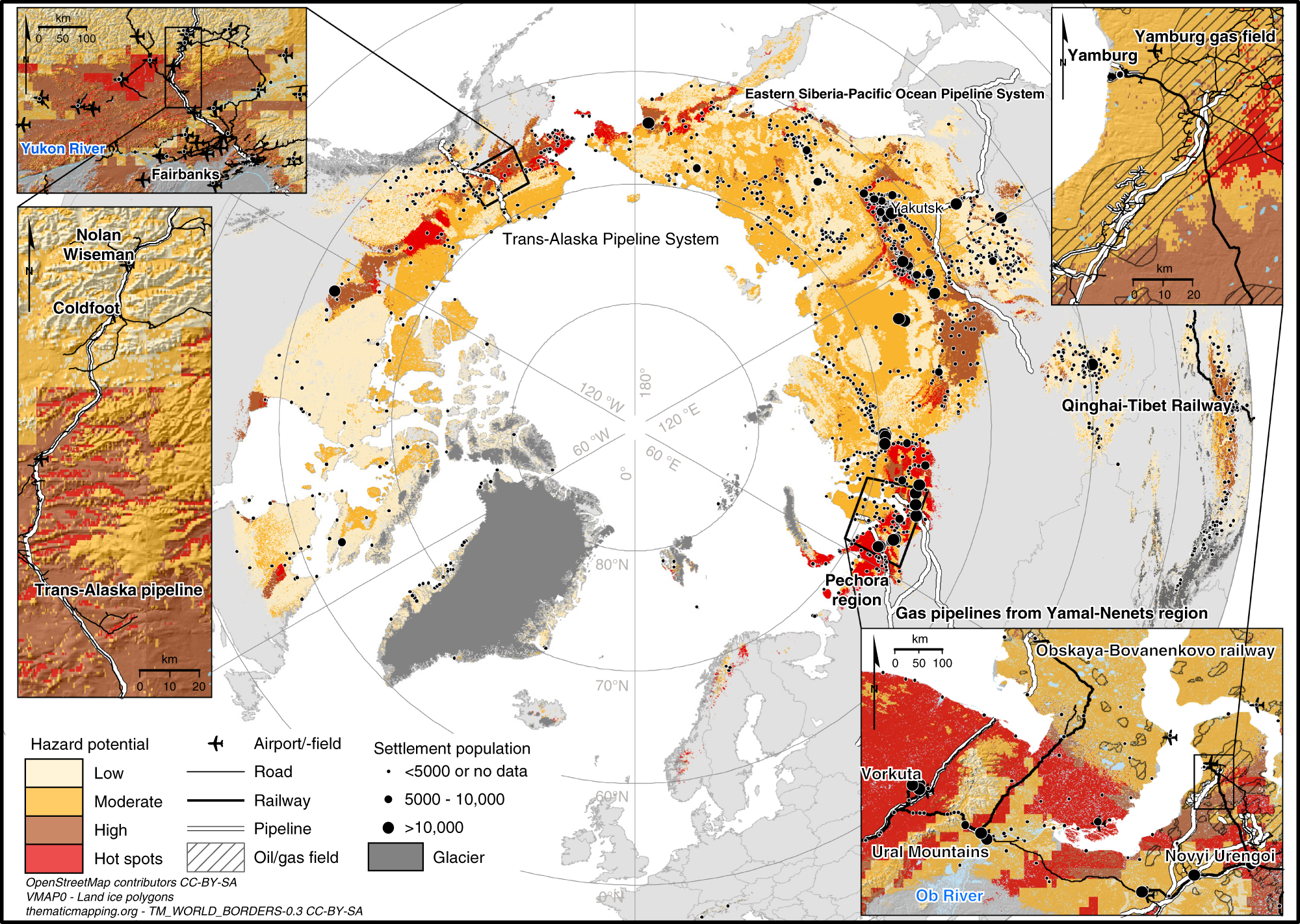
Mapa do risco provável para a infraestrutura devido ao degelo do permafrost previsto para ocorrer até 2050

### Infraestrutura
Em 2021, havia 1 162 assentamentos localizados diretamente sobre o permafrost do Ártico, que abrigam cerca de 5 milhões de pessoas. Até 2050, espera-se que a camada de permafrost abaixo de 42% desses assentamentos descongele, afetando todos os seus habitantes (atualmente 3,3 milhões de pessoas). Consequentemente, uma ampla gama de infraestrutura em áreas de permafrost está ameaçada pelo degelo.:236 Até 2050, estima-se que cerca de 70% da infraestrutura global localizada nas áreas de permafrost estaria sob alto risco de degelo do permafrost, incluindo 30-50% da infraestrutura “crítica”. Os custos associados poderiam chegar a dezenas de bilhões de dólares até a segunda metade do século. Prevê-se que a redução das emissões de gases de efeito estufa, conforme o Acordo de Paris, estabilizará o risco após a metade do século; caso contrário, ele continuará a piorar.
Somente no Alasca, os danos à infraestrutura até o final do século chegariam a 4,6 bilhões de dólares (em valores de 2015) se o RCP8.5 [en], o cenário de mudança climática de alta emissão, fosse realizado. Mais da metade desses danos é decorrente de danos a edifícios (2,8 bilhões), mas também há danos a estradas (700 milhões), ferrovias (620 milhões), aeroportos (360 milhões) e tubulações (170 milhões). Estimativas semelhantes foram feitas para o RCP4.5, um cenário menos intenso que leva a cerca de 2,5 °C até 2100, um nível de aquecimento semelhante às projeções atuais. Neste caso, o total de danos causados pelo degelo do permafrost é reduzido para 3 bilhões de dólares, enquanto os danos a estradas e ferrovias são reduzidos em aproximadamente dois terços (de 700 e 620 milhões para 190 e 220 milhões) e os danos a oleodutos são reduzidos em mais de dez vezes, de 170 milhões para 16 milhões. Diferentemente de outros custos decorrentes da mudança climática no Alasca, como os danos causados pelo aumento da precipitação e das enchentes, a adaptação à mudança climática não é uma forma viável de reduzir os danos causados pelo degelo do permafrost, pois custaria mais do que os danos incorridos em qualquer um dos cenários.
No Canadá, os Territórios do Noroeste têm uma população de apenas 45 000 pessoas em 33 comunidades, mas espera-se que o degelo do permafrost lhes custe 1,3 bilhão de dólares em 75 anos, ou cerca de 51 milhões por ano. Em 2006, o custo de adaptação das casas dos  Inuvialuit ao degelo do permafrost foi estimado em 208/m2 se elas fossem construídas com fundações de estacas e 1 000/m2 se não fossem. Na época, a área média de um edifício residencial no território era de cerca de 100 m2. Também é improvável que os danos induzidos pelo degelo sejam cobertos pelo seguro residencial [en] e, para lidar com essa realidade, o governo territorial financia atualmente os programas Contributing Assistance for Repairs and Enhancements (CARE) e Securing Assistance for Emergencies (SAFE), que oferecem empréstimos perdoáveis de longo e curto prazo para ajudar os proprietários a se adaptarem. É possível que, no futuro, a realocação obrigatória ocorra como a opção mais barata. No entanto, isso efetivamente afastaria os inuítes locais de suas terras ancestrais. No momento, sua renda pessoal média é apenas a metade da renda do residente médio da NWT, o que significa que os custos de adaptação já são desproporcionais para eles.
Em 2022, até 80% dos edifícios em algumas cidades do norte da Rússia já haviam sofrido danos. Até 2050, os danos à infraestrutura residencial podem chegar a 15 bilhões de dólares, enquanto os danos totais à infraestrutura pública podem chegar a 132 bilhões. Isso inclui instalações de extração de petróleo e gás, das quais se acredita que 45% estejam em risco.

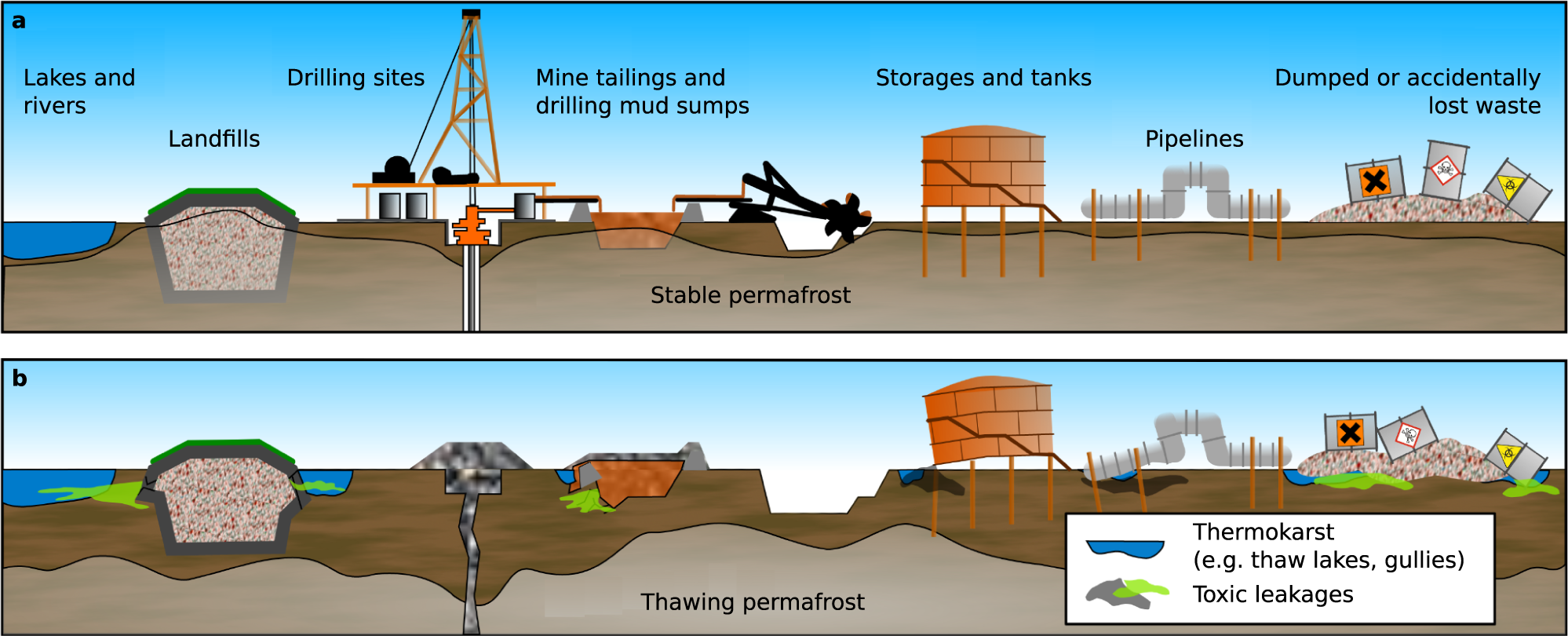
Representação gráfica de vazamentos de vários riscos tóxicos causados pelo degelo do permafrost anteriormente estável

### Poluição tóxica
Durante grande parte do século XX, acreditava-se que o permafrost preservaria “indefinidamente” qualquer coisa enterrada ali, o que tornou as áreas profundas de permafrost locais populares para o descarte de resíduos perigosos. Em locais como o campo de petróleo de Prudhoe Bay, no Alasca, foram desenvolvidos procedimentos que documentavam a maneira “apropriada” de injetar resíduos sob o permafrost. Isso significa que, a partir de 2023, há cerca de 4 500 instalações industriais nas áreas de permafrost do Ártico que processam ou armazenam ativamente produtos químicos perigosos. Além disso, há entre 13 000 e 20 000 locais que foram altamente contaminados, 70% deles na Rússia, e sua poluição está atualmente presa no permafrost.
Espera-se que cerca de um quinto das instalações industriais e poluídas (1 000 e 2 200 a 4 800) comece a descongelar no futuro, mesmo que o aquecimento não aumente em relação aos níveis de 2020. Ocorreria um aumento de apenas cerca de 3% em locais que começariam a descongelar entre agora e 2050 no cenário de mudança climática consistente com as metas do Acordo de Paris, RCP2.6, mas até 2100, cerca de 1 100 instalações industriais a mais e 3 500 a 5 200 locais contaminados deverão começar a descongelar mesmo assim. No cenário de emissões muito altas RCP8.5, 46% dos locais industriais e contaminados começariam a descongelar até 2050, e praticamente todos eles seriam afetados pelo degelo até 2100.

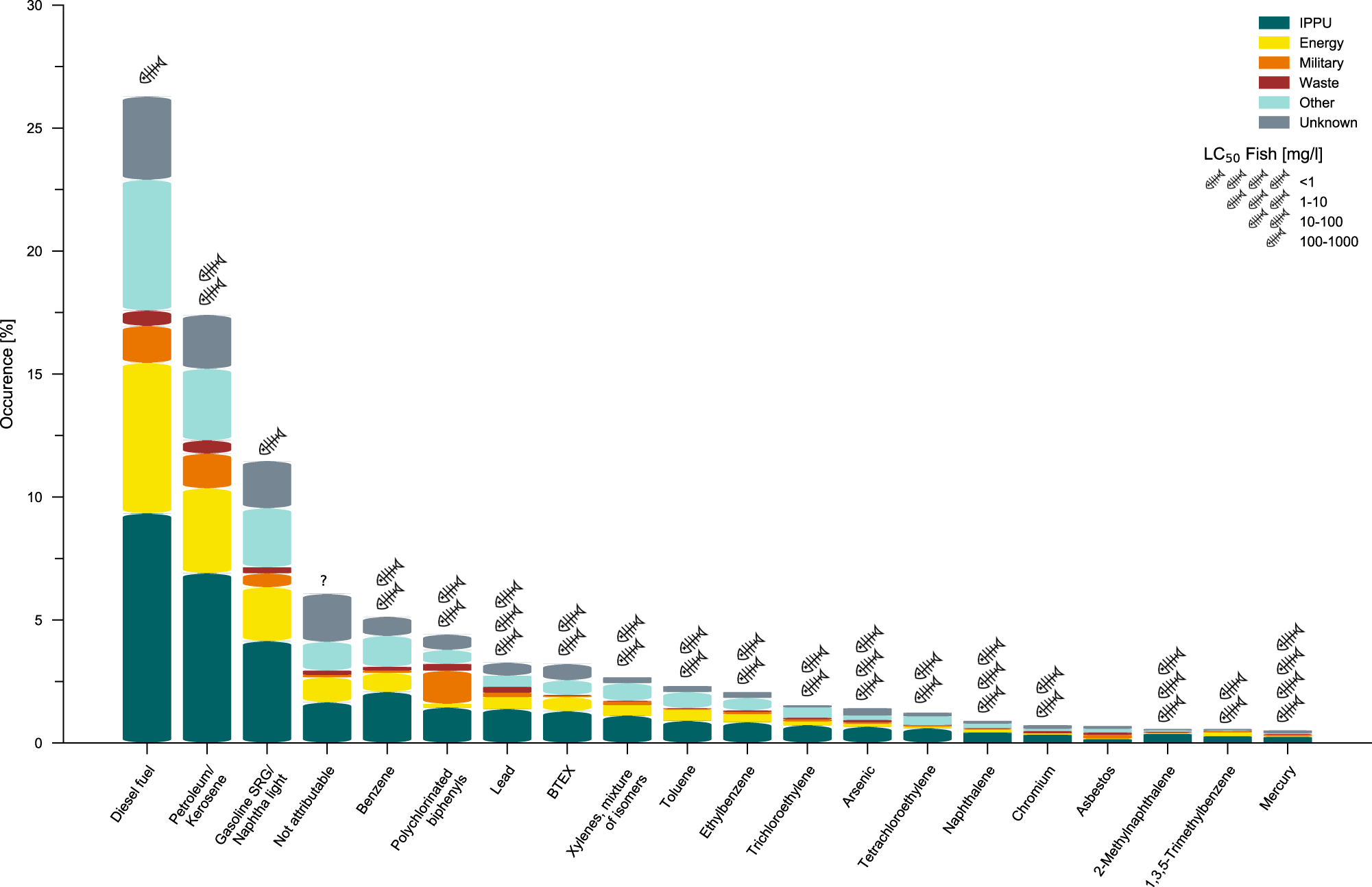
Distribuição de substâncias tóxicas atualmente localizadas em vários locais de permafrost no Alasca, por setor. O número de esqueletos de peixe representa a toxicidade de cada substância

Os organoclorados e outros poluentes orgânicos persistentes são particularmente preocupantes, devido ao seu potencial de atingir repetidamente as comunidades locais após sua reinserção por meio da magnificação trófica em peixes. Na pior das hipóteses, as futuras gerações nascidas no Ártico entrariam na vida com sistemas imunológicos enfraquecidos devido ao acúmulo de poluentes ao longo das gerações.
Um exemplo notável dos riscos de poluição associados ao permafrost foi o derramamento de óleo de Norilsk em 2020, causado pelo colapso do tanque de armazenamento de combustível diesel na usina termelétrica nº 3 da Norilsk-Taimyr Energy. O derramamento foi de 6 000 toneladas de combustível na terra e 15 000 na água, poluindo os rios Ambarnaya [en], Daldykan [en] e muitos outros rios menores na Península de Taimir, chegando até mesmo ao lago Piasino [en], que é uma fonte de água crucial na região. Foi declarado estado de emergência ao nível federal. O evento foi descrito como o segundo maior derramamento de óleo da história moderna da Rússia.
Outro problema associado ao degelo do permafrost é a liberação de depósitos naturais de mercúrio. Estima-se que 800.000 toneladas de mercúrio estejam congeladas no solo do permafrost. Segundo as observações, cerca de 70% desse metal é simplesmente absorvido pela vegetação após o degelo. Entretanto, se o aquecimento continuar conforme o RCP8.5, as emissões de mercúrio do permafrost para a atmosfera seriam iguais às emissões globais atuais de todas as atividades humanas até 2200. Os solos ricos em mercúrio também representam uma ameaça muito maior para os seres humanos e o meio ambiente se descongelarem perto de rios. Consoante o RCP8.5, mercúrio suficiente entrará na bacia do rio Yukon até 2050 para tornar seus peixes inseguros para consumo de acordo com as diretrizes da EPA. Até 2100, as concentrações de mercúrio no rio dobrarão. Por outro lado, mesmo que a mitigação seja limitada ao cenário RCP4.5, os níveis de mercúrio aumentarão em cerca de 14% até 2100 e não violarão as diretrizes da EPA nem mesmo em 2300.
O impacto da água de degelo da Groenlândia vai além do transporte de nutrientes. Por exemplo, a água de degelo também contém carbono orgânico dissolvido, proveniente da atividade microbiana na superfície da camada de gelo e, em menor escala, dos restos de solo e vegetação antigos sob o gelo. Há cerca de 0,5 a 27 bilhões de toneladas de carbono puro sob toda a camada de gelo, e muito menos dentro dela. Isso é bem menor do que as 1400-1650 bilhões de toneladas contidas no permafrost do Ártico ou as emissões antropogênicas anuais de cerca de 40 bilhões de toneladas de CO2.:1237 No entanto, a liberação desse carbono por meio da água de degelo ainda pode atuar como um feedback da mudança climática se aumentar as emissões gerais de dióxido de carbono.

### Impactos sobre povos indígenas
À medida que a mudança climática se acelera, ela está causando um impacto cada vez mais direto nas sociedades em todo o mundo. Isso é particularmente válido para as pessoas que vivem no Ártico, onde os aumentos de temperatura estão ocorrendo em taxas mais rápidas do que em outras latitudes, e onde os modos de vida tradicionais, profundamente conectados com o ambiente natural do Ártico, correm um risco especial de perturbação ambiental causada por estas mudanças.
O aquecimento da atmosfera e as mudanças ecológicas que o acompanham apresentam desafios para as comunidades locais, como os inuítes. A caça, que é uma das principais formas de sobrevivência de algumas pequenas comunidades, será alterada com o aumento das temperaturas. A redução do gelo marinho fará com que as populações de determinadas espécies diminuam ou até mesmo sejam extintas. As comunidades inuítes dependem profundamente da caça de focas, que depende de planícies de gelo marinho, onde elas são caçadas.
Mudanças inesperadas nas condições dos rios e da neve farão com que os rebanhos de animais, incluindo as renas, mudem os padrões de migração, os locais de parto e a disponibilidade de forragem. Em anos bons, algumas comunidades são totalmente empregadas pela exploração comercial de determinados animais. A captura de diferentes animais flutua a cada ano e, com o aumento das temperaturas, é provável que continue mudando e criando problemas para os caçadores inuítes, já que a imprevisibilidade e a interrupção dos ciclos ecológicos complicam ainda mais a vida dessas comunidades, que já enfrentam problemas significativos, como o fato de as comunidades inuítes serem as mais pobres e desempregadas da América do Norte.
Outras formas de transporte no Ártico sofreram impactos negativos do aquecimento atual, com algumas rotas de transporte e oleodutos em terra sendo interrompidos pelo derretimento do gelo. Muitas comunidades do Ártico dependem de estradas congeladas para transportar suprimentos e viajar de uma área para outra. A paisagem em transformação e a imprevisibilidade do clima estão criando novos desafios no Ártico. Os pesquisadores documentaram as trilhas históricas e atuais criadas pelos inuítes no Pan Inuit Trails Atlas [en], descobrindo que a mudança na formação e no rompimento do gelo marinho resultou em mudanças nas rotas das trilhas criadas pelos inuítes.

## Adaptação

### Pesquisa
Os países individuais da zona ártica, Canadá, Dinamarca (Groenlândia), Finlândia, Islândia, Noruega, Rússia, Suécia e Estados Unidos (Alasca) realizam pesquisas independentes por meio de diversas organizações e agências, públicas e privadas, como o Instituto de Pesquisa Ártica e Antártica da Rússia [en]. Países que não têm reivindicações no Ártico, mas são vizinhos próximos, também realizam pesquisas no Ártico, como a Administração do Ártico e da Antártica (CAA) da China [en]. A Administração Oceânica e Atmosférica Nacional (NOAA) dos Estados Unidos produz anualmente um Arctic Report Card [en], contendo informações revisadas por pares sobre observações recentes das condições ambientais no Ártico em relação aos registros históricos. A pesquisa cooperativa internacional entre nações também tem se tornado cada vez mais importante:
- A mudança climática do Ártico é resumida pelo Painel Intergovernamental sobre Mudanças Climáticas (IPCC) em sua série de Relatórios de Avaliação e na Avaliação do Impacto Climático do Ártico [en].
- A Agência Espacial Europeia (ESA) lançou o CryoSat-2 [en] em 8 de abril de 2010. Ele fornece dados de satélite sobre as taxas de alteração da cobertura de gelo do Ártico.
- Programa Internacional de Boias do Ártico [en]: implanta e mantém boias que fornecem dados de posição, pressão, temperatura e velocidade do gelo interpolada em tempo real.
- Centro Internacional de Pesquisa do Ártico [en]: Os principais participantes são os Estados Unidos e o Japão.
- Comitê Internacional de Ciências do Ártico [en]: organização não governamental (ONG) com diversos membros, incluindo 23 países de 3 continentes.
- O “Papel da Região do Ártico”, em conjunto com o Ano Polar Internacional, foi o foco da segunda conferência internacional sobre Pesquisa de Mudanças Globais, realizada em Nynäshamn, Suécia, em outubro de 2007.[206]
- SEARCH (Study of Environmental Arctic Change [en]): Uma estrutura de pesquisa originalmente promovida por várias agências dos EUA; uma extensão internacional é o ISAC (International Study of Arctic Change).[207]

O relatório do Programa de Monitoramento e Avaliação do Ártico [en] (AMAP) de 2021, elaborado por uma equipe internacional de mais de 60 especialistas, cientistas e detentores de conhecimento indígenas das comunidades do Ártico, foi preparado de 2019 a 2021.:vii É um relatório de acompanhamento da avaliação de 2017, “Snow, Water, Ice and Permafrost in the Arctic” (SWIPA). :vii O Relatório Técnico AR6 WG1 do IPCC de 2021 confirmou que o “aquecimento observado e projetado” era “mais forte no Ártico”.:29 De acordo com um artigo de 11 de agosto de 2022 publicado na Nature, houve vários relatos de que o Ártico está se aquecendo de duas a três vezes mais rápido do que a média global desde 1979, mas os coautores advertiram que o relatório recente da “taxa de aquecimento quádruplo do Ártico” era potencialmente um “evento extremamente improvável”. O índice médio anual de Amplificação do Ártico (AA) “atingiu valores superiores a quatro” de 2002 a 2022, de acordo com um artigo de julho de 2022 na Geophysical Research Letters.:1
Em 14 de dezembro de 2021, o 16º Arctic Report Card, produzido pela Administração Oceânica e Atmosférica Nacional dos Estados Unidos (NOAA) e divulgado anualmente, examinou os “componentes físicos, ecológicos e humanos interconectados” do Ártico circumpolar. O relatório disse que os 12 meses entre outubro de 2020 e setembro de 2021 foram os “sétimos mais quentes sobre a terra do Ártico desde que o registro começou em 1900”. O relatório de 2017 afirmou que o derretimento do gelo no aquecimento do Ártico não tinha precedentes nos últimos 1 500 anos. Os relatórios State of the Arctic da NOAA, iniciados em 2006, atualizam alguns dos registros dos relatórios originais de Avaliação do Impacto Climático no Ártico [en] (ACIA) de 2004 e 2005 do Conselho Ártico, uma entidade intergovernamental, e do Comitê Internacional de Ciência do Ártico [en], uma organização não governamental.
Um relatório do Programa das Nações Unidas para o Meio Ambiente (PNUMA) de 2022, “Spreading Like Wildfire: The Rising Threat Of Extraordinary Landscape Fires”, afirmou que a fumaça dos incêndios florestais em todo o mundo criou um ciclo de feedback positivo que é um fator que contribui para o derretimento do Ártico. A onda de calor na Sibéria em 2020 foi “associada a grandes queimadas no Círculo Polar Ártico”.:36 Os autores do relatório disseram que este evento de calor extremo foi o primeiro a demonstrar que ele teria sido “quase impossível” sem as emissões antropogênicas e as mudanças climáticas.:36